# Dreirad

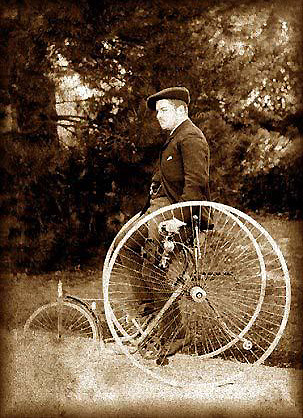
Salvo Royal Dreirad 1887

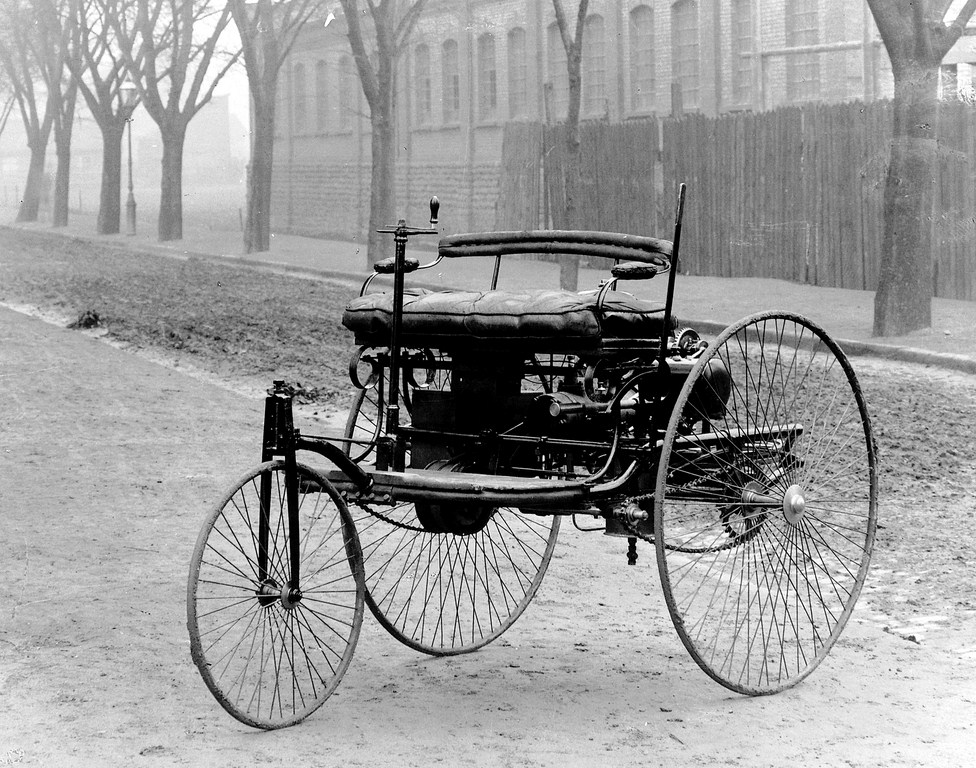
Dreirad: Benz Patent-Motorwagen Nummer 1

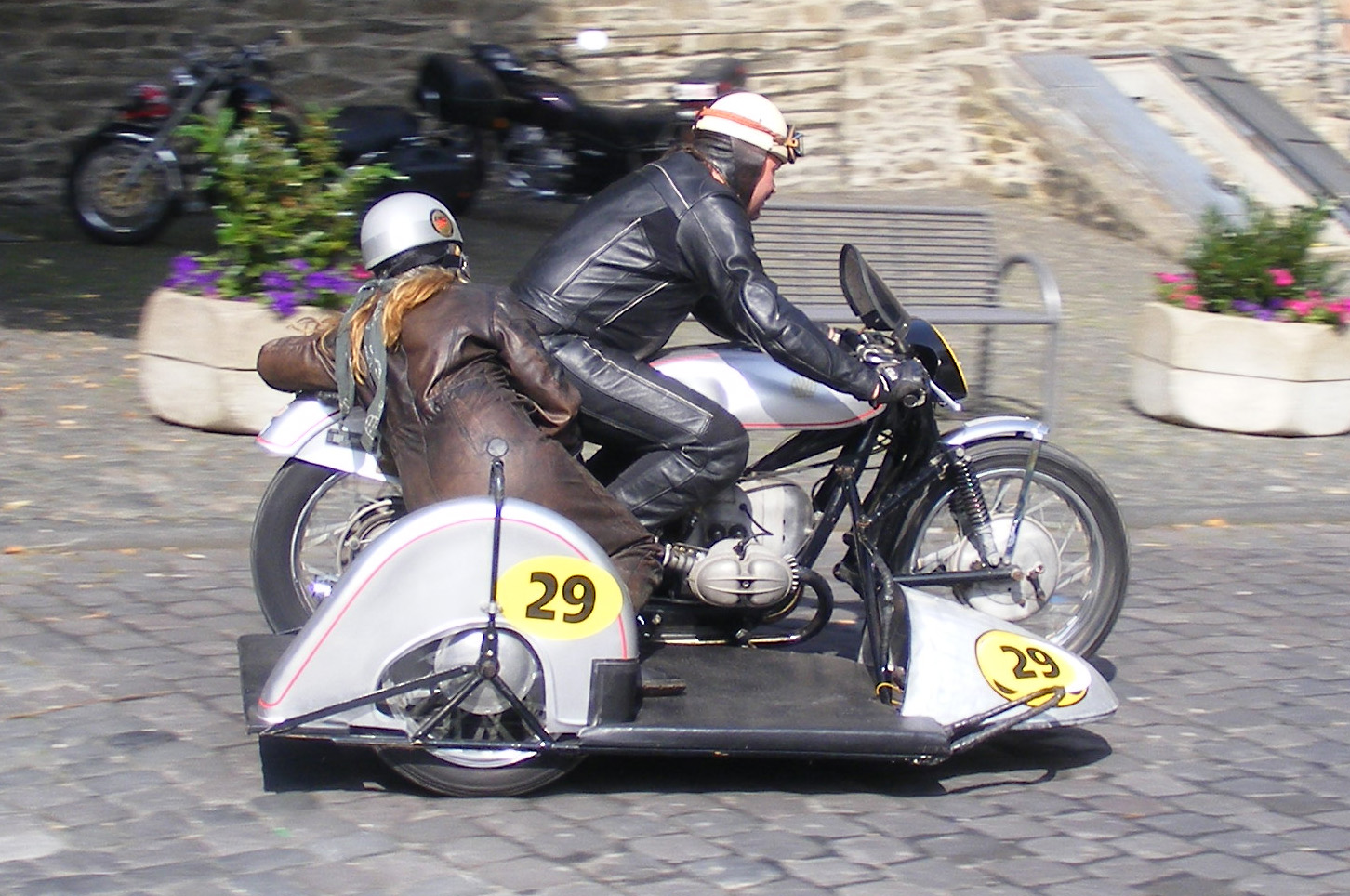
Rennmotorrad mit Seitenwagen

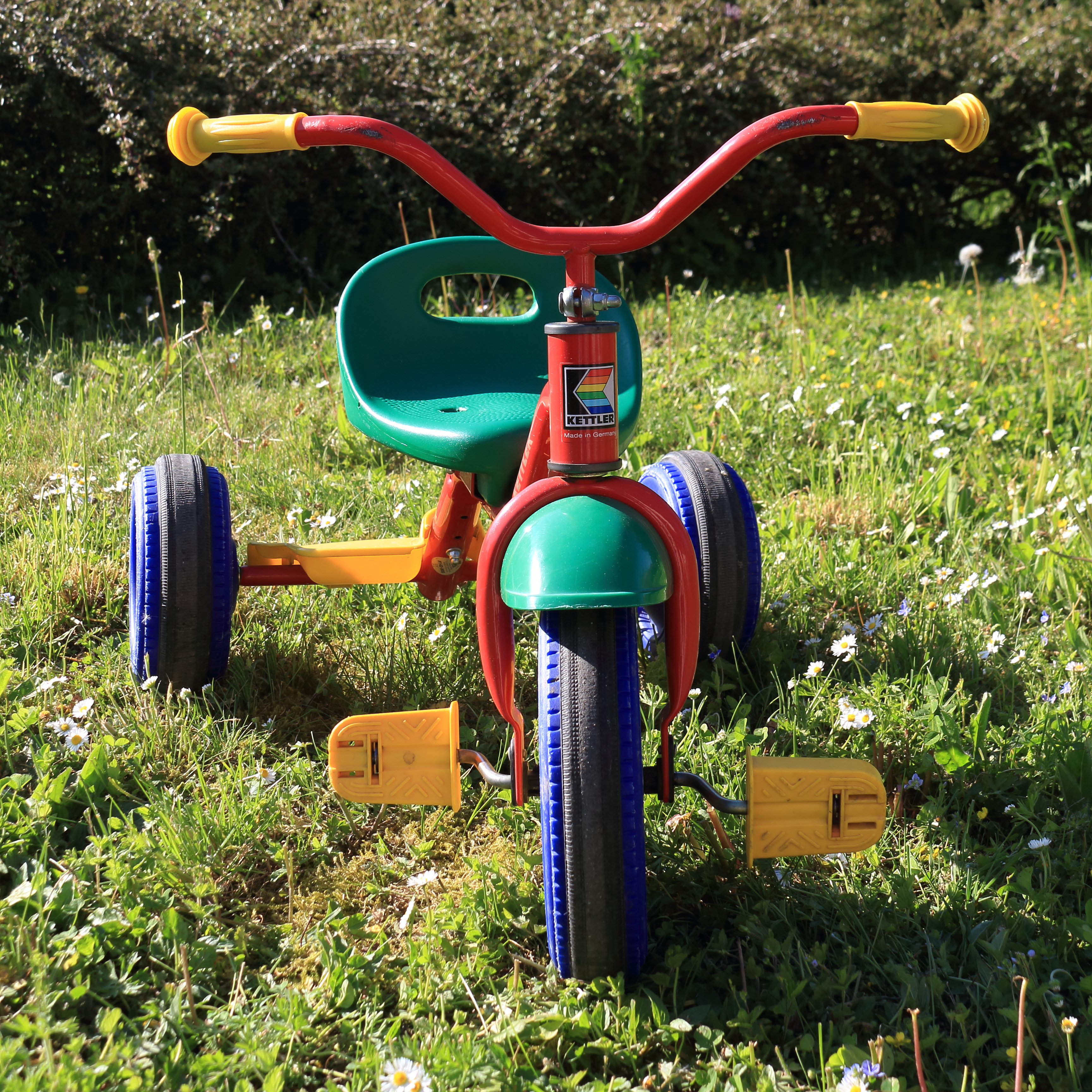
Spielzeug-Dreirad

Ein Dreirad ist ein Fahrzeug mit drei Rädern. Zulassungsrechtlich werden in Deutschland jedoch auch vierrädrige Fahrzeuge als Dreiräder bezeichnet, wenn ein Räderpaar als Zwillingsrad ausgeführt oder der Abstand zwischen der Mitte der beiden Reifenaufstandsflächen nicht größer als 465 Millimeter ist.

## Definition
Dreirädrige Fahrzeuge werden nach verschiedenen Merkmalen unterschieden:
- nach der Anzahl Spuren in 2-spurige Dreiräder und 3-spurige Dreiräder,
- nach der Antriebsform in Selbstgetriebene Dreiräder und Fremdgetriebene Dreiräder,
- nach der Antriebsart in Muskelkraftgetriebene Dreiräder und Motorgetriebene Dreiräder.

Die häufigste Form des Motordreirades ist die Variante mit Verbrennungsmotor. Sie wird unterschieden nach der Zulassungsart in Motorräder und Automobile.

## Fahreigenschaften
Durch die Anordnung der drei Radaufstandspunkte in einem Dreieck mit großer Fläche gelingt es, das Fahrzeug in Fahrt – ohne das bei vielen Zweirädern relevante Wirken von Kreiselkräften – gegen Kippen quer und längs der Fahrtrichtung zu stabilisieren.
Demgegenüber gibt es jedoch selten die Rad-Konfiguration In-Line-3 von Motorrädern mit einem zusätzlichen, hinten angereihten, selbst nachlenkenden Hinterrad mit eher nur experimenteller Anwendung. Bei Geradeausfahrt auf einer Ebene rollen hier die drei Räder auf einer Linie.

## Muskelkraftgetriebene Dreiräder

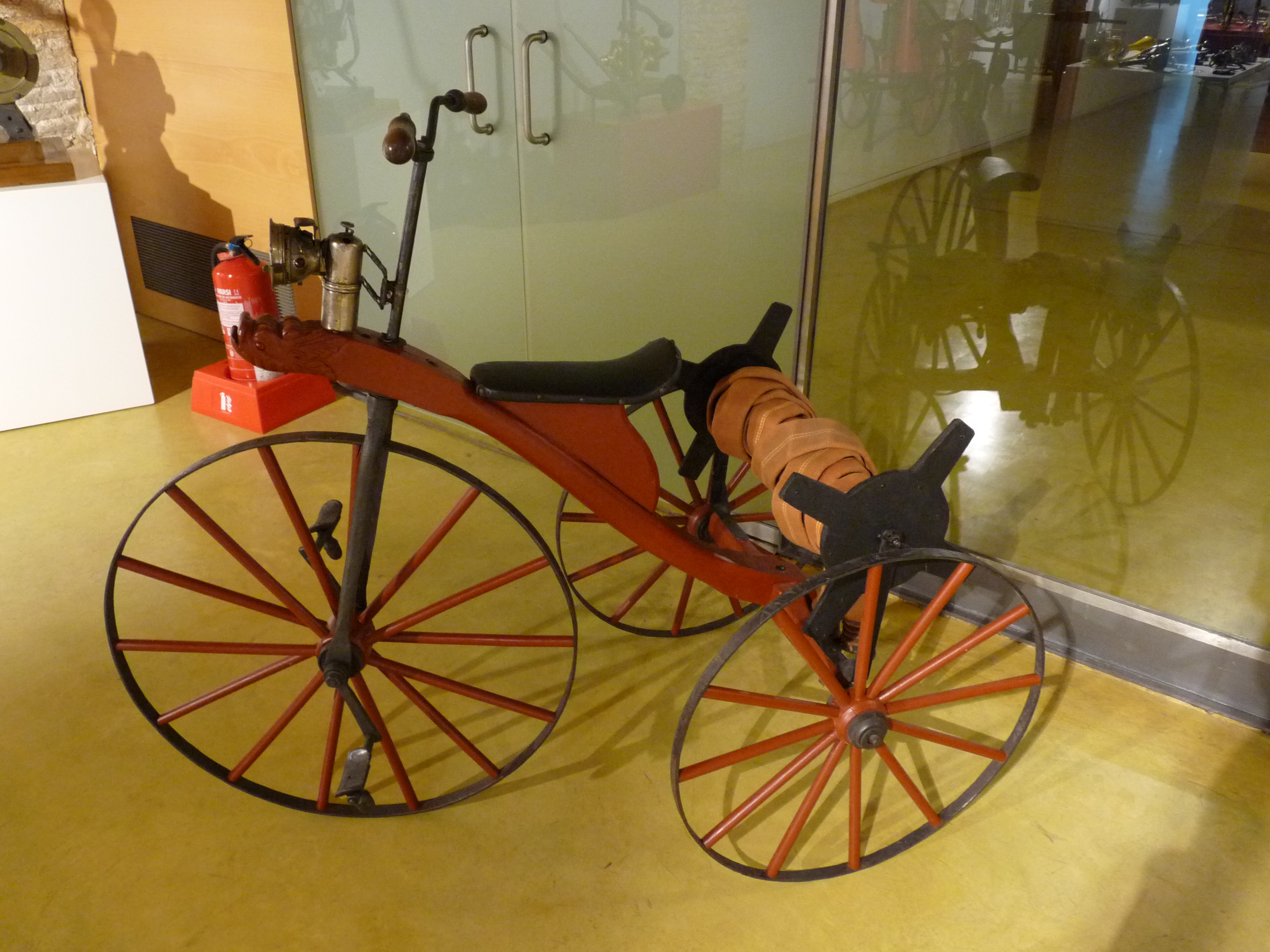
Zaragoza – Museo Bomberos – Muskelkraftgetriebenes Dreirad 1885

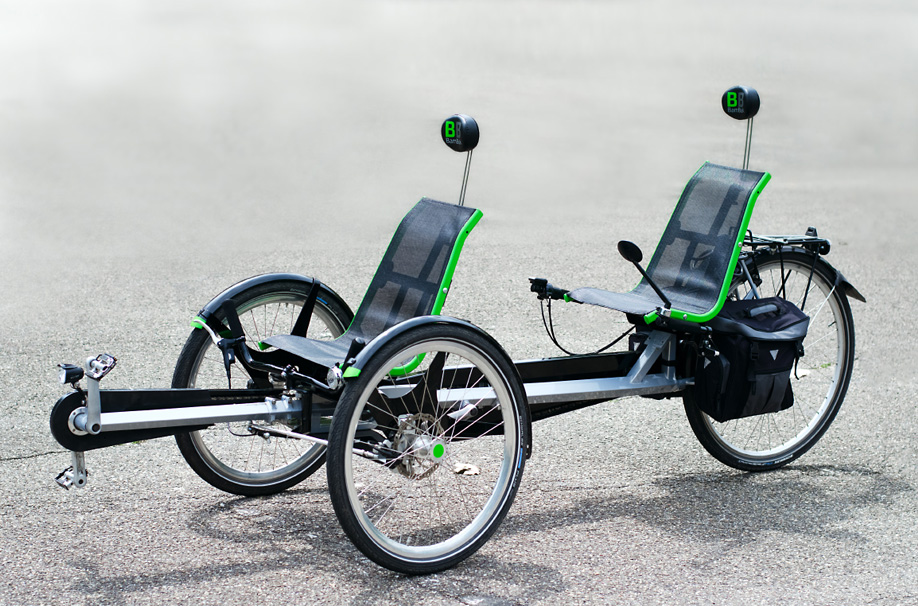
3-rädriges, 3-spuriges Tandem-Fahrrad

Muskelkraftgetriebene Dreiräder gibt es in vielen Variationen, Formen und Anwendungsmöglichkeiten. Sowohl zweispurige als auch dreispurige Varianten sind bekannt. Bei den dreispurigen Dreirädern sind Varianten mit 2 Rädern vorne und 2 Rädern hinten gebräuchlich, als Einzelsitzer oder Mehrplätzer. Die gebräuchlichsten Anwendungsgebiete sind das Fahrrad und das Kinderdreirad.

### Fahrrad
Bei Fahrrädern sind Dreiräder durchaus gebräuchlich, Fahrradtaxis werden in Großstädten mitunter als Taxiersatz benutzt. Lastenfahrräder sind manchmal als Dreirad ausgebildet, Fahrräder für Behinderte mit motorischen Störungen ebenfalls. Viele Dreiräder werden als Liegedreiräder gebaut. Eine besondere Form des Liegedreirads sind Velomobile, die zur Verbesserung der Aerodynamik und als Wetterschutz eine Verschalung haben.
Dreiräder bieten eine höhere Kippstabilität, je tiefer der Schwerpunkt des Fahrers liegt. Daher sind Dreiräder häufig als Sitz- oder Liegedreirad konstruiert. Dabei gibt es die Varianten Tadpole (engl. für Kaulquappe) mit zwei Rädern vorne, Delta mit zwei Rädern hinten sowie Beiwagengespanne mit einer asymmetrischen Anordnung.
Eine Alternative zu den in der Stadt unpraktischen Liegedreirädern sind Dreiräder, die sich in die Kurve neigen. Neben einer japanischen Konstruktion gibt es ein Einkaufsrad von Feetz und einen österreichischen Prototyp.
Für motorisch eingeschränkte bzw. querschnittgelähmte Menschen gibt es das BerkelBike (Markenname). Es ist ein Mittelding zwischen Liegefahrrad und Handbike. Bei Paraplegie wird mittels funktioneller Elektrostimulation (FES) die Beinmuskulatur aktiviert und die dabei entstehende Kraft zum Vortrieb auf das Vorderrad übertragen.

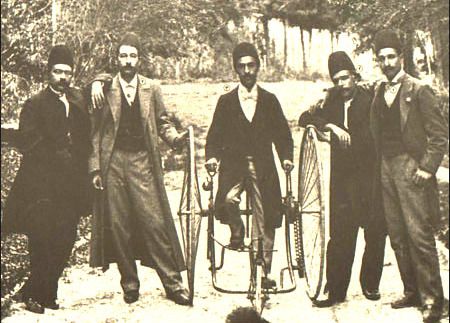
Dreirad 19. Jahrhundert, Iran
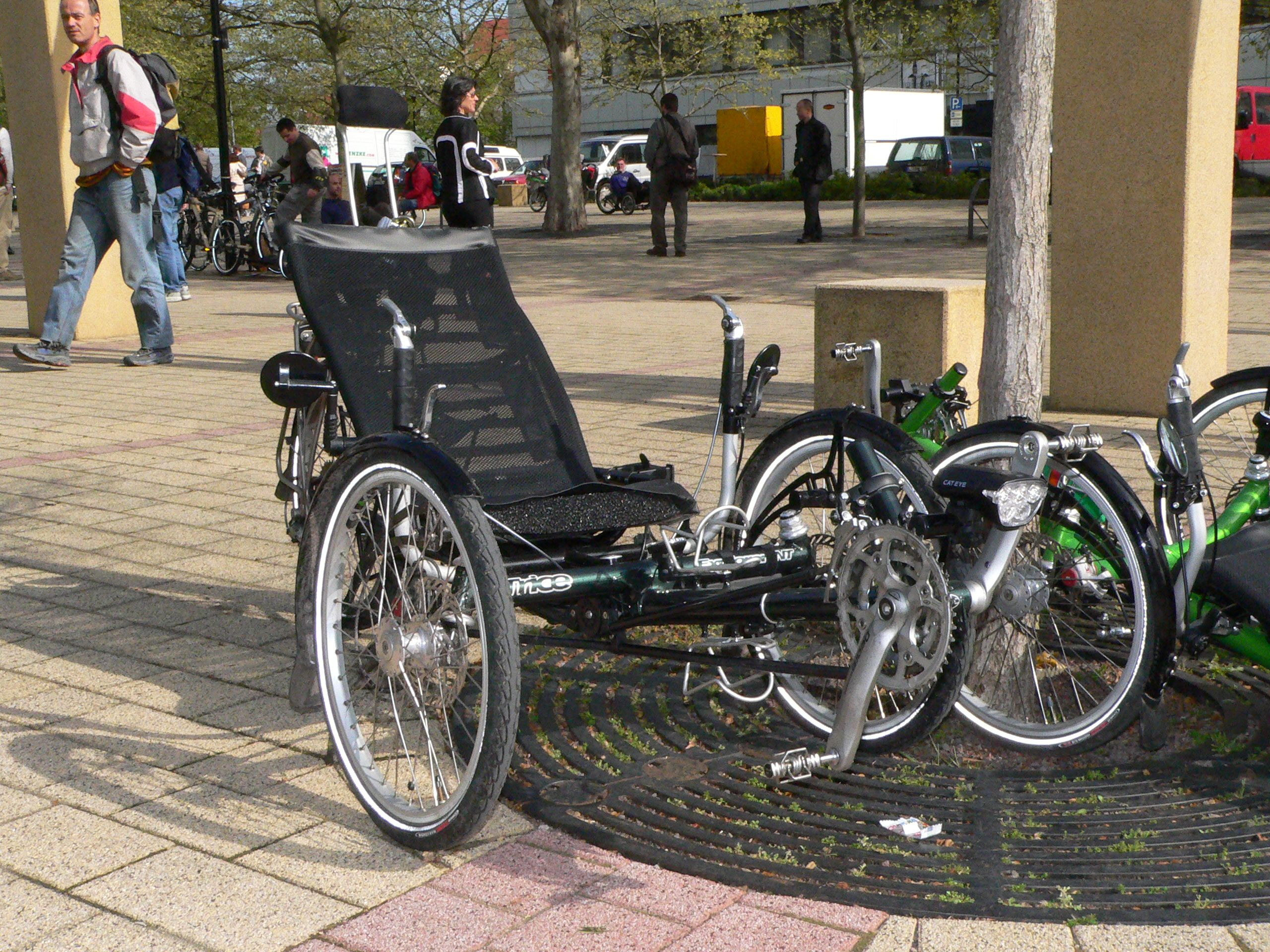
Liegedreirad
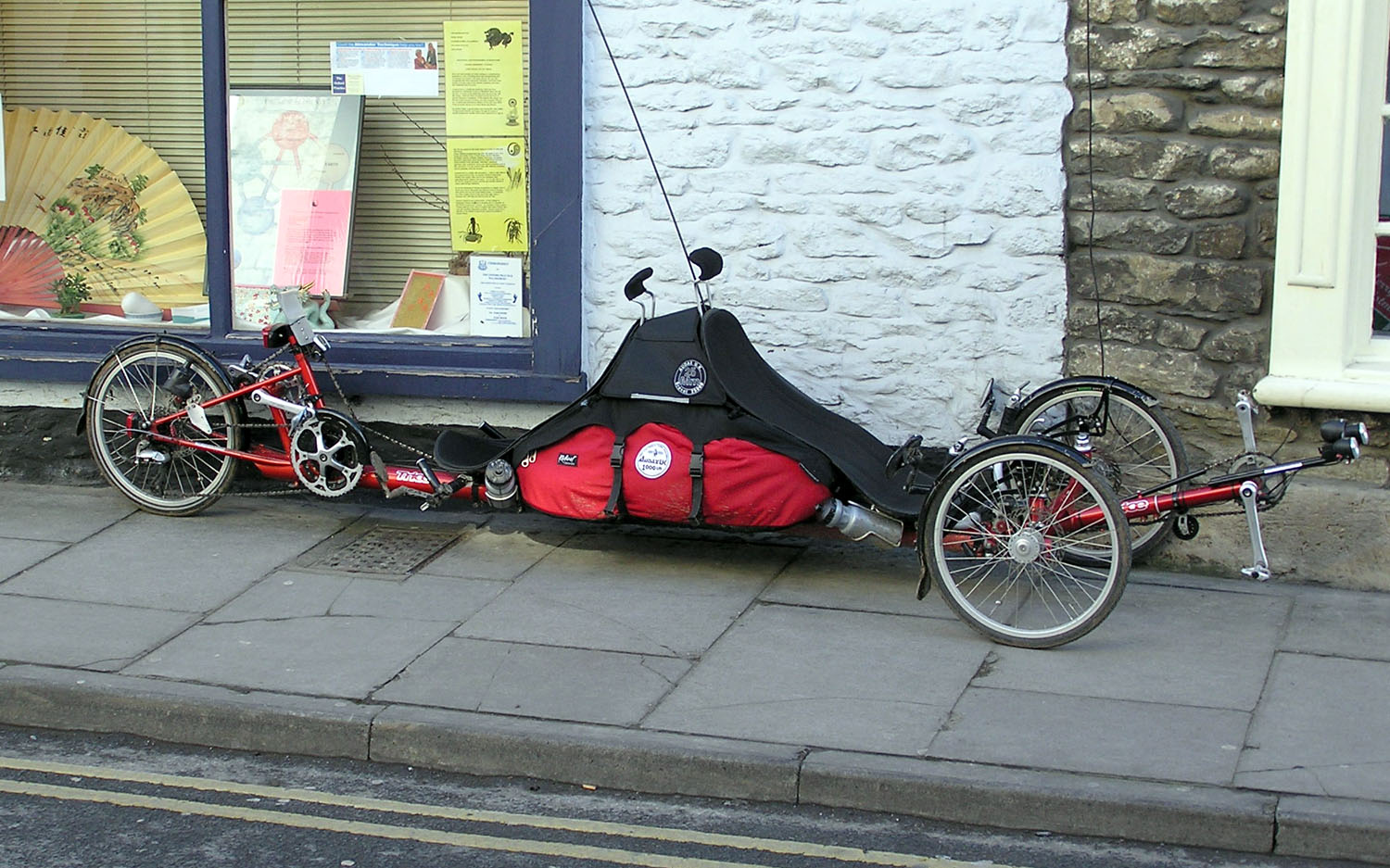
Tandem-Liegedreirad in Janus-Anordnung „Rücken an Rücken“
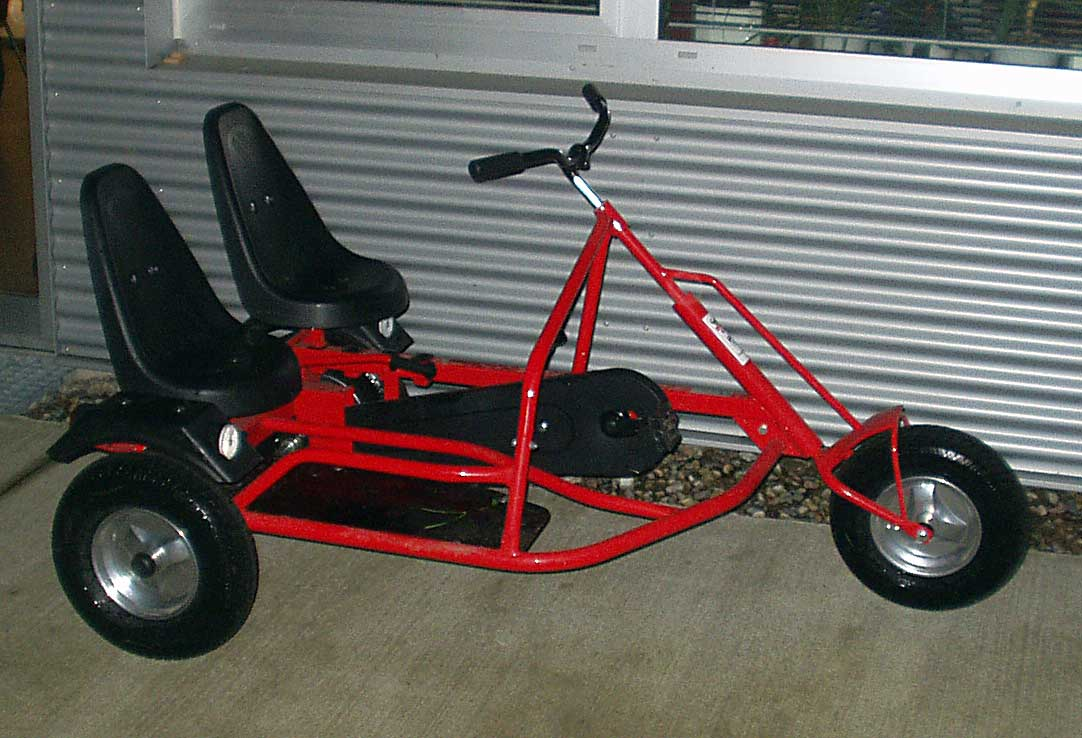
Dreirad für zwei Personen
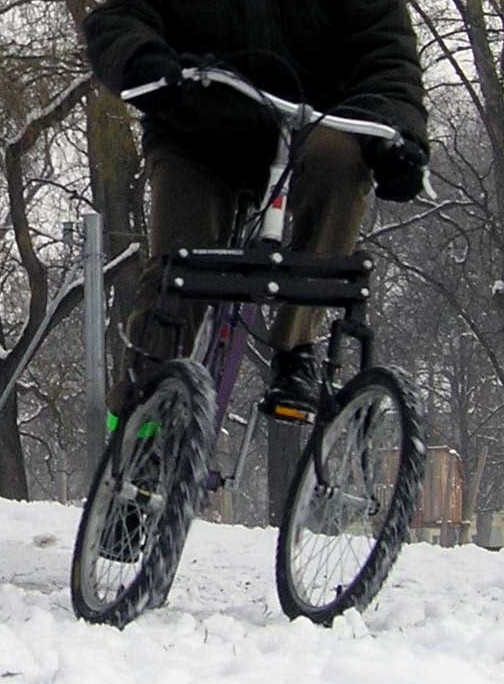
Prototyp mit Neigeeinsatz für die vordere Gabel.
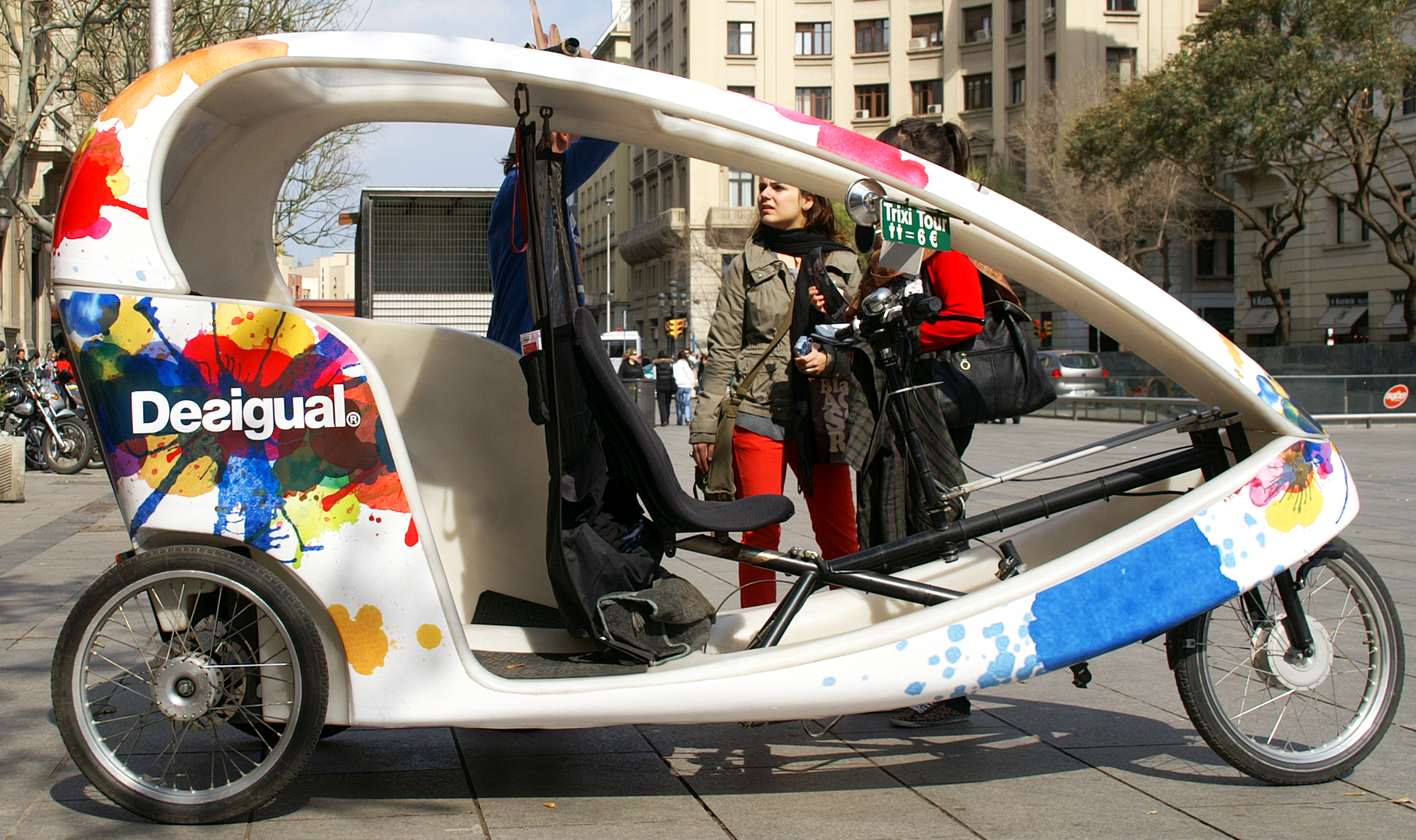
Fahrradrikscha in Barcelona
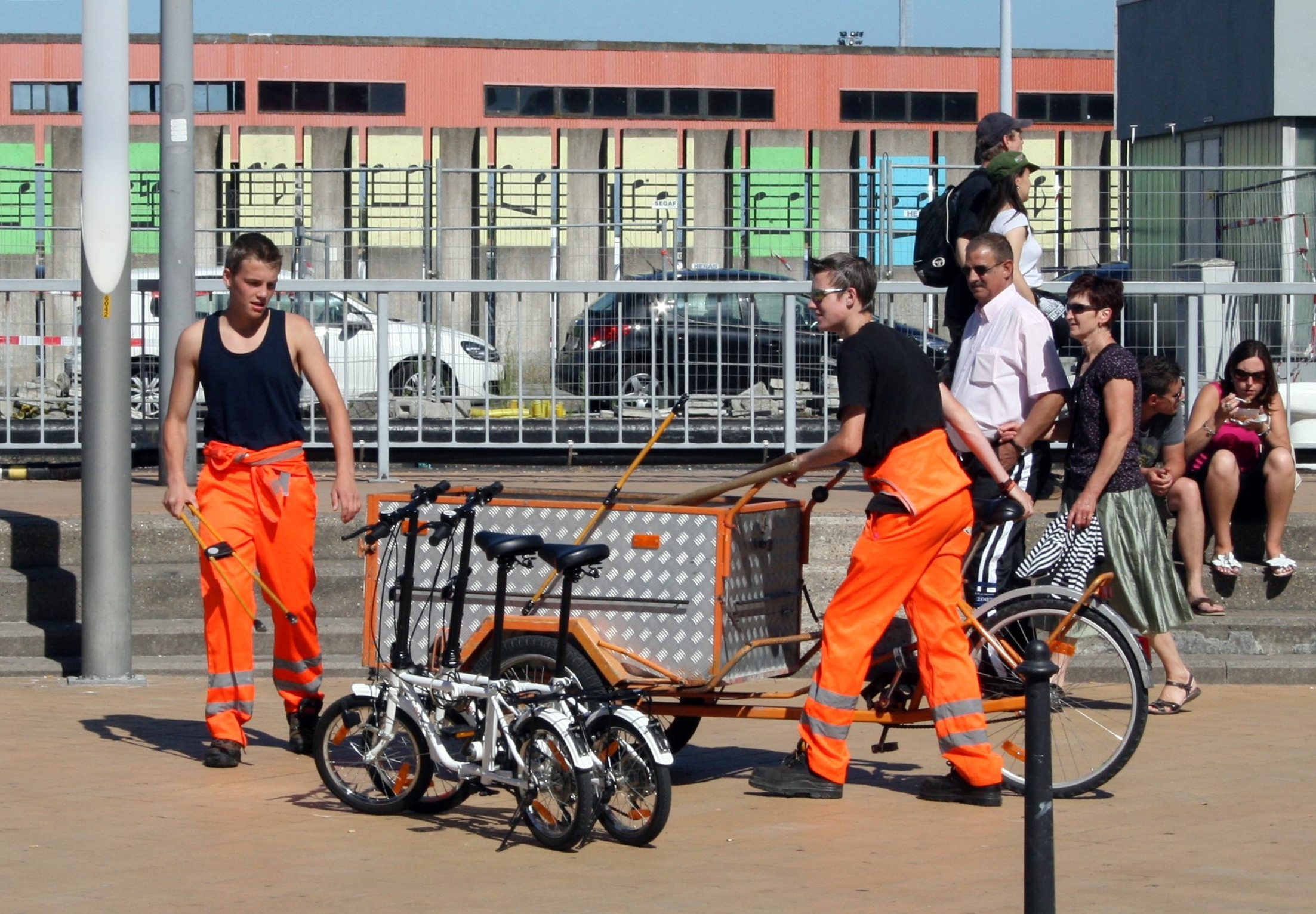
Müllabfuhr mit Lastendreirad in Ostende
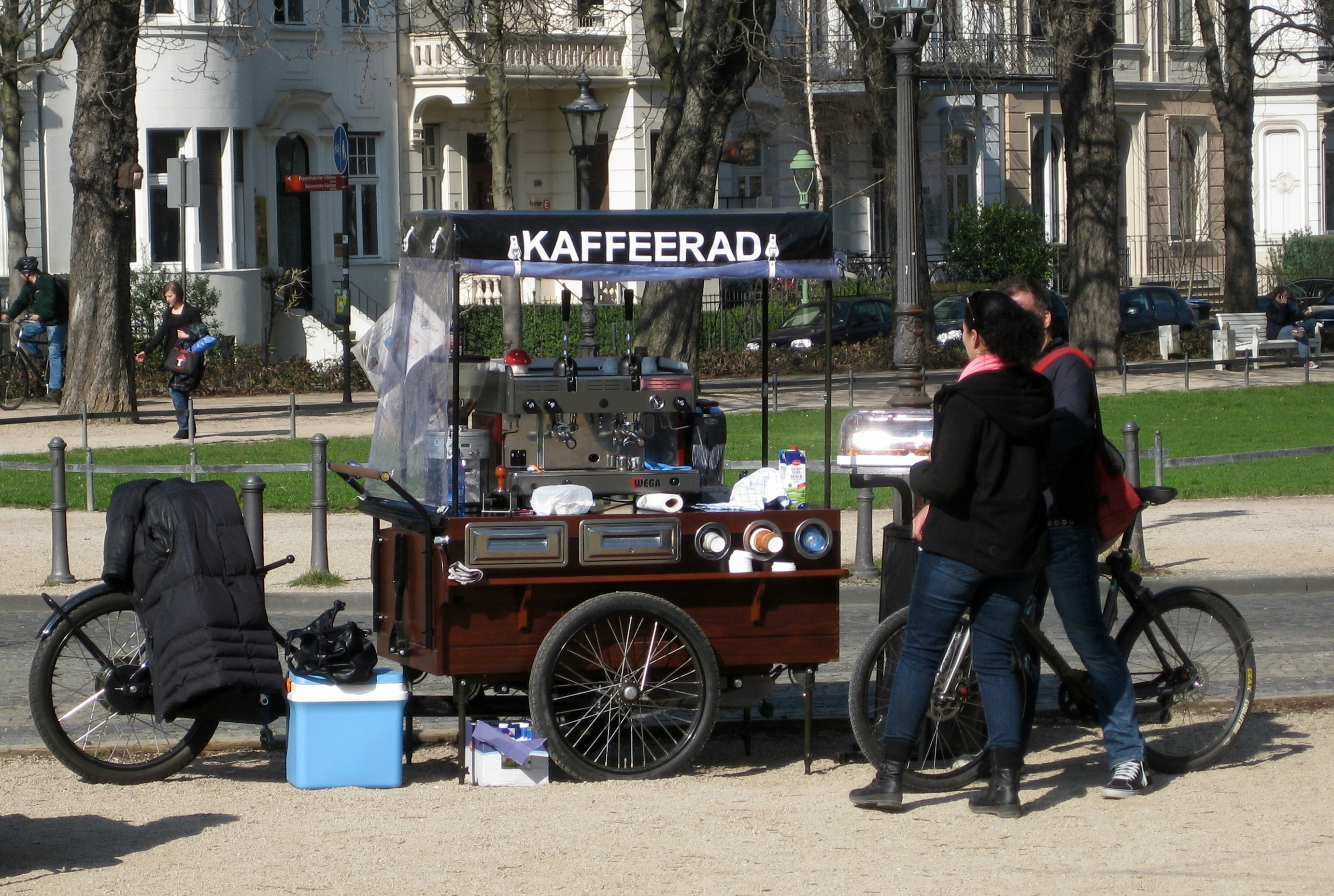
Dreirad mit Kaffeeautomat in Bonn

### Rollstuhl
Einige Varianten von Rollstühlen sind dreirädrig, insbesondere Rennrollstühle und „Handfahrräder“. Die Handfahrräder sind zum Teil so konstruiert, dass Lenker, Antriebsmechanismus und einzelnes Vorderrad vor einen Rollstuhl montiert werden und sich bei Bedarf wieder abnehmen lassen.

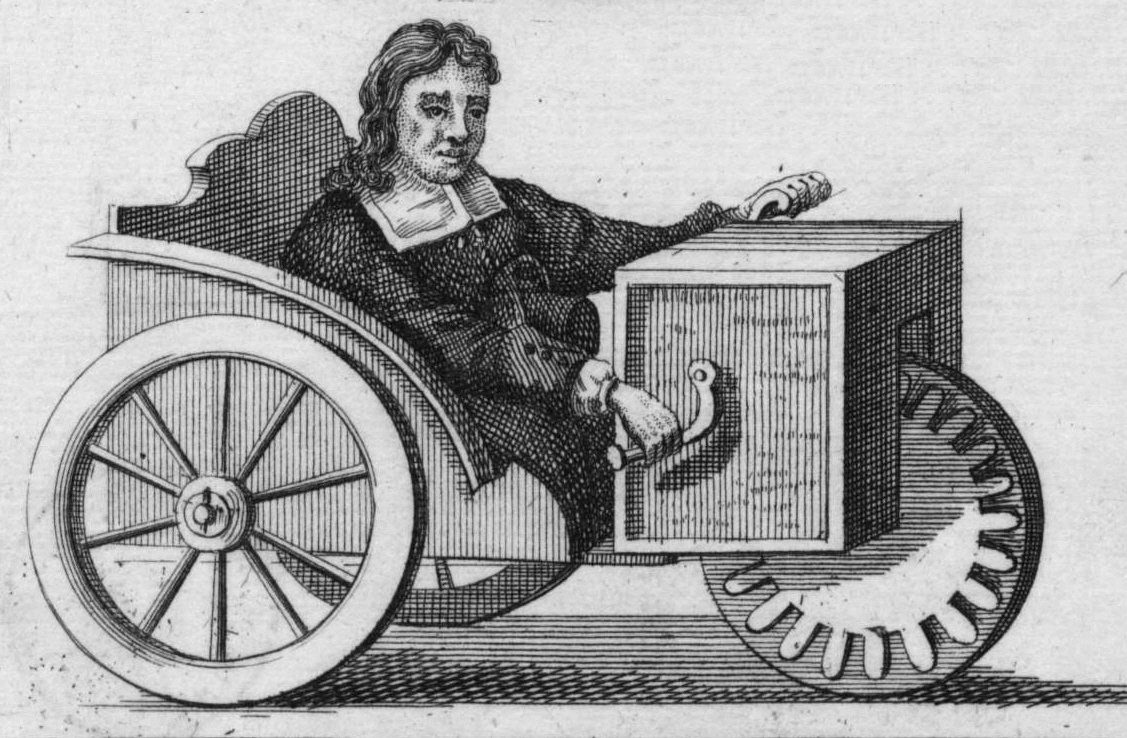
Rollstuhl-Handfahrrad von 1655
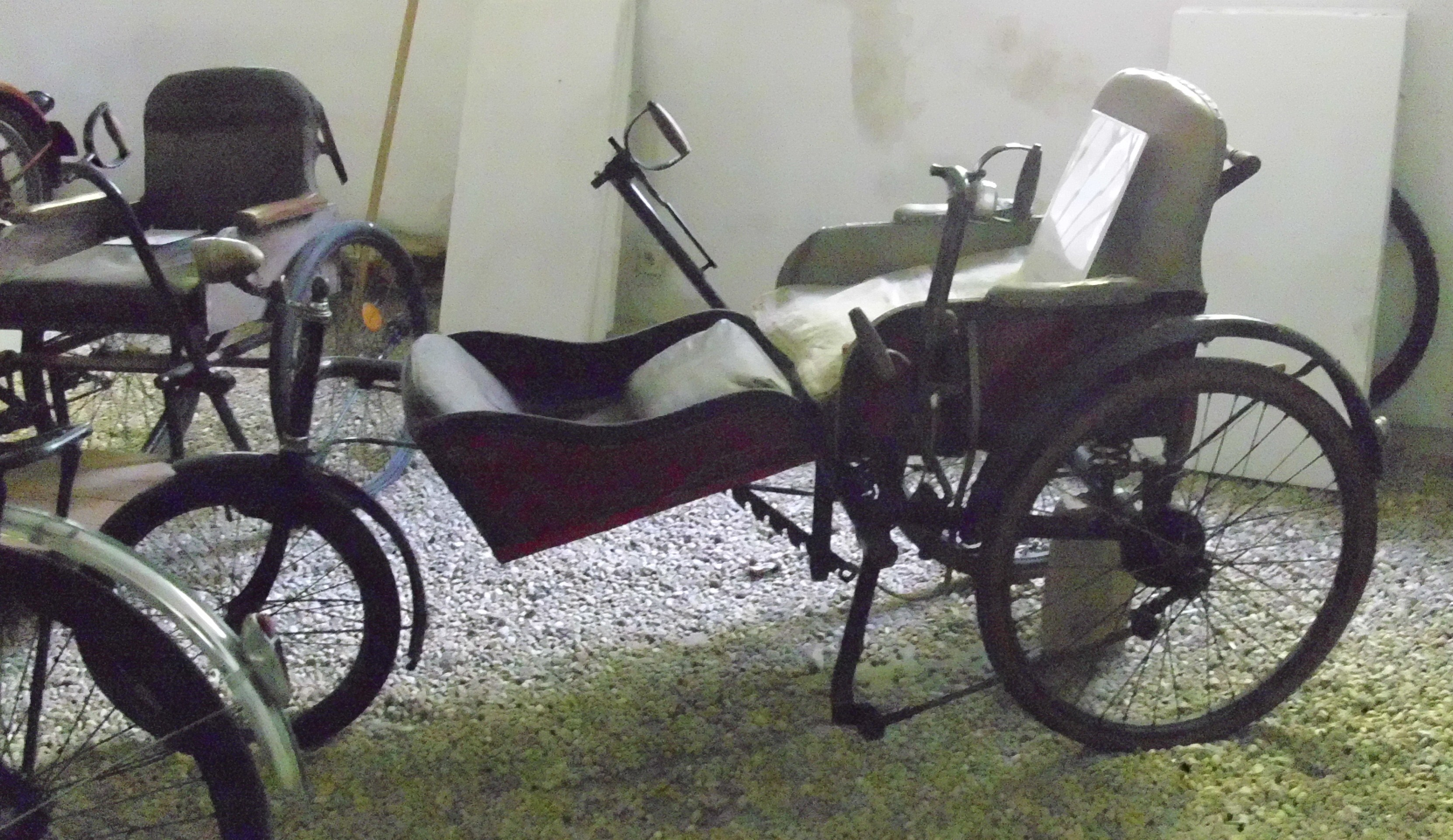
Rollstuhl mit Hebelantrieb von 1938
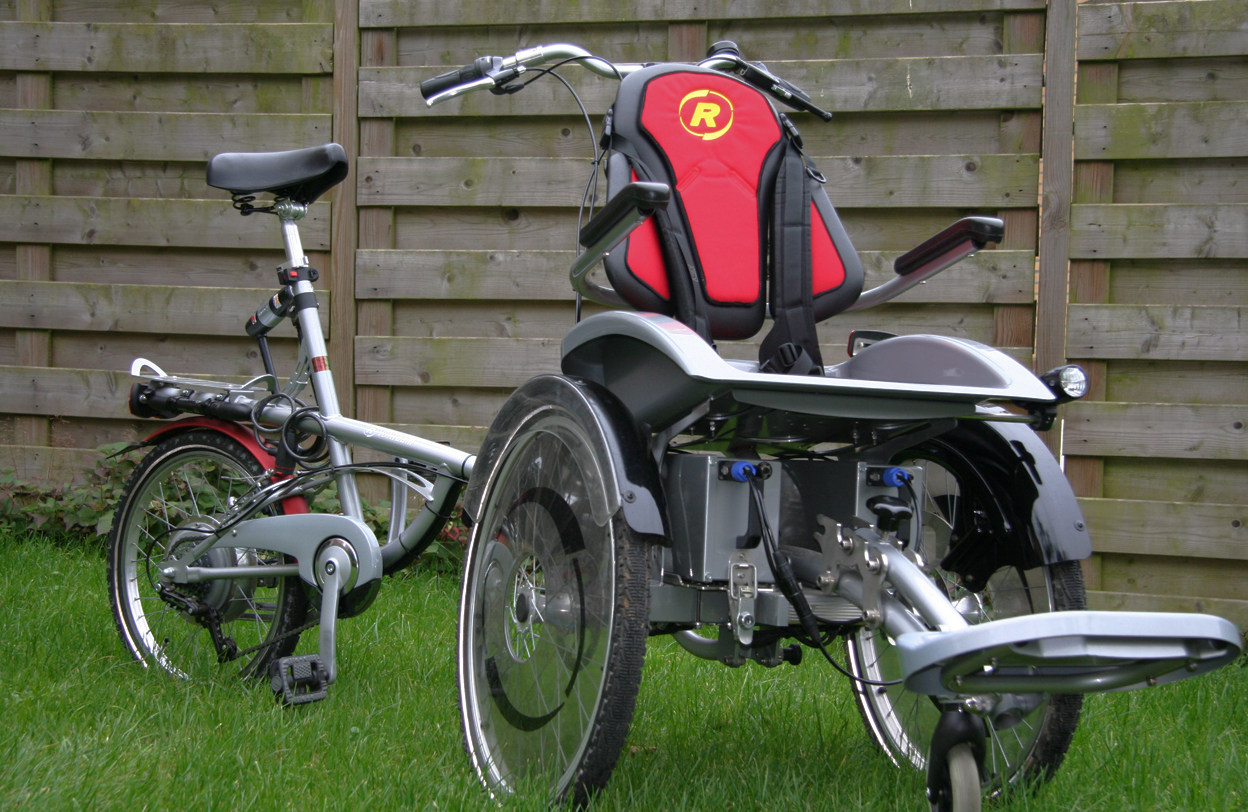
Rollstuhl-Fahrrad-Kombination
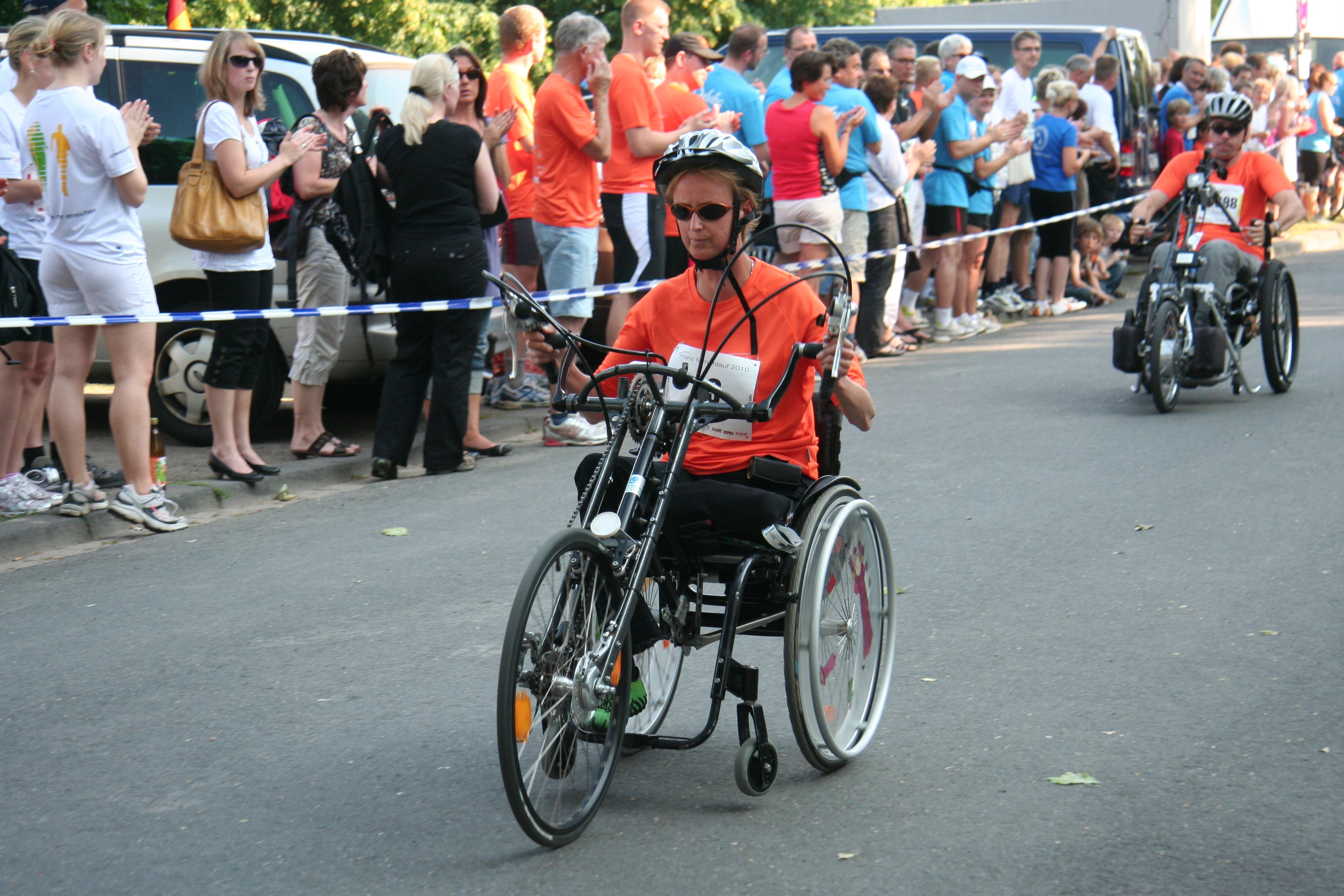
Behindertensportler beim Firmenlauf 2010 in Koblenz
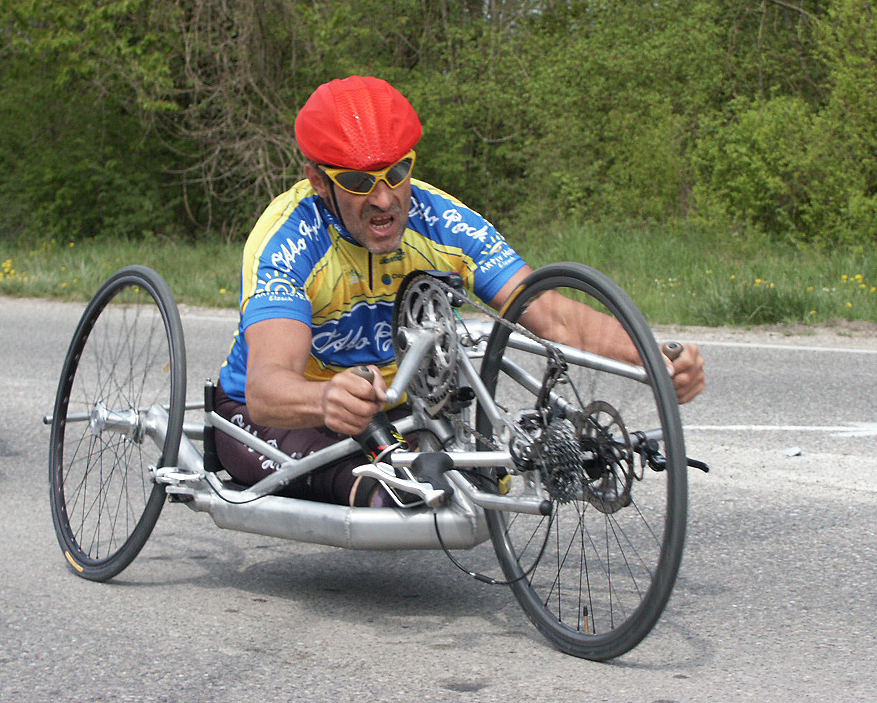
Renn-Handbike

### Roller

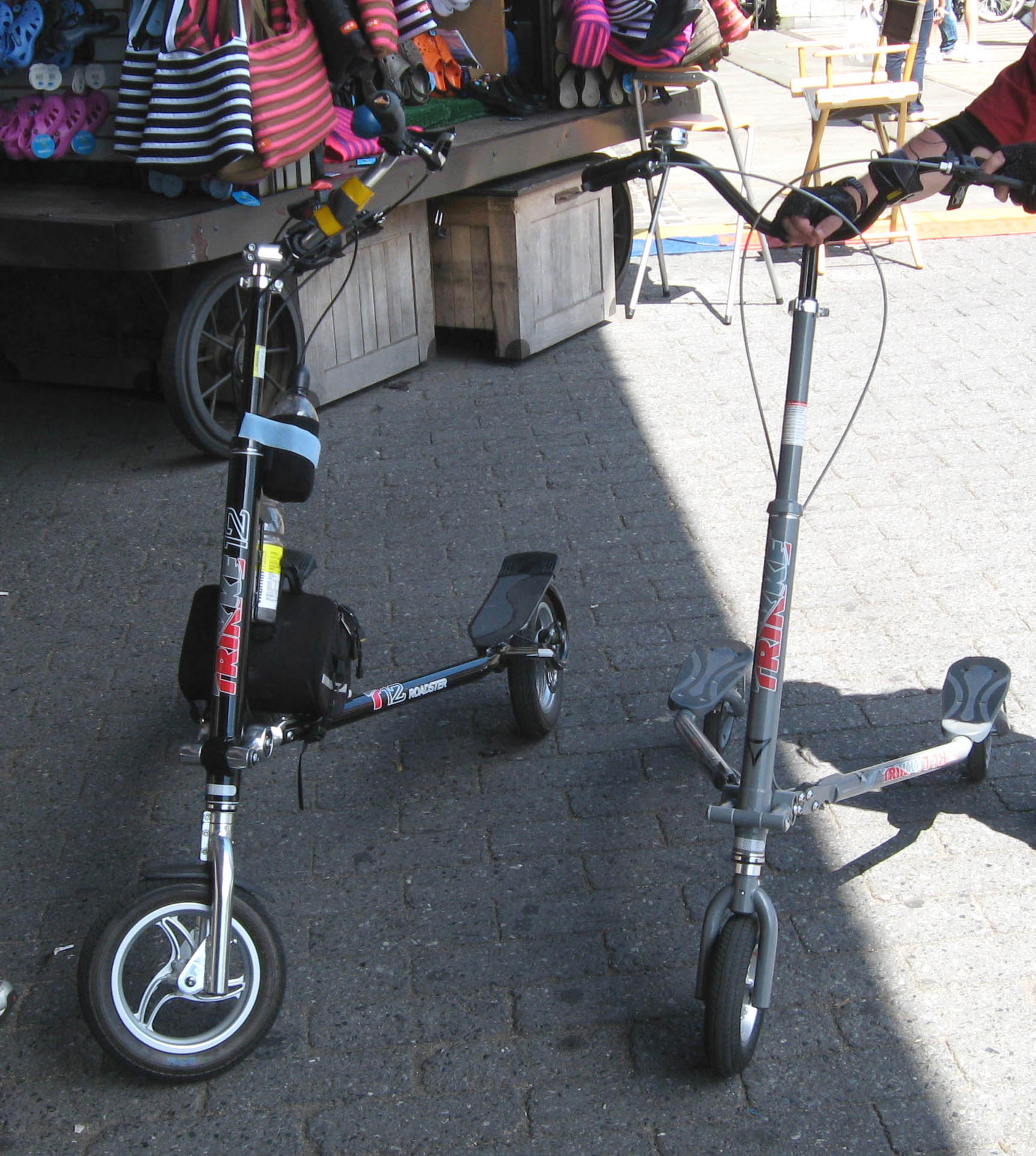
Zwei „Trikke“-Scooter

Verschiedene Modelle von Tretrollern und Kickboards für Kinder und Erwachsene sind mit drei Rädern ausgestattet. Eine spezielle Variante ist das Trikke, bei dem sich nicht nur im Zwischenraum der beiden Hinterräder vom Boden abgestoßen werden kann, sondern eine Schwenktechnik das Beschleunigen durch Gewichtsverlagerung ermöglicht. Trikkes gibt es in zwei Nutzungsvarianten: rein manuell (HPV) und elektrisch betrieben (eV). Mit Letzterer sind Geschwindigkeiten von bis zu 25 km/h und eine Reichweite bis 40 Kilometern möglich. Das Modell eV 6.1 ist für den deutschen Straßenverkehr zugelassen.

## Motordreirad

### Geschichte
Motordreiräder lassen sich nach Art des Antriebs unterschieden – Dampf, Verbrennungsmotor und Elektroantrieb.
Das früheste heute bekannte motorisierte Dreirad ist das 1769 vorgestellte „Fardier“ von Nicholas Cugnot, das von einer Dampfmaschine angetrieben wurde. Über hundert Jahre später folgte das elektrisch angetriebene Trouvé Tricycle, von Gustave Trouvé in Paris im Jahr 1881 gebaut. Im Oktober 1882 fuhren zwei englische Professoren, William Edward Ayrton und John Perry, erstmals mit ihrem Ayrton & Perry Electric Tricycle in London. Edward Butler präsentierte 1885 in London sein 1884 entworfenes Petrol-Cycle. Im Jahr 1886 stellte Carl Benz den dreirädrigen Benz Patent-Motorwagen Nummer 1 mit Verbrennungsmotor und elektrischer Zündung vor. Magnus Volk aus Brighton baute 1887 eine dreirädrige Elektrokutsche.
Von 1897 bis 1905 war das De-Dion-Bouton-Motordreirad eines der ersten in Serie gefertigten und meistverkauften Motorfahrzeuge in Europa. Weitere bekannte Hersteller und Erfinder der damaligen Zeit waren:
| - Saroléa - Ernst Bauermeister & Söhne - Holley Motor Company - Diamond Automobile Company - Albl - Cyklon Maschinenfabrik („Cyklonette“) - Gustav Hiller Maschinenfabrik Zittau („Phänomobil“) - Waltham Manufacturing Company | - Rüb & Haab - Matchless - Motorfahrzeug-Werke Heinle & Wegelin - Thein & Goldberger - Hille-Werke - Ailloud & Dumond - Ostner Fahrzeugfabrik | - Gesellschaft für Automobilwagenbau System Loutzky - Onfray - Panther Fahrradwerke - Star Motor Company - Friedrich Lutzmann - Steyr Daimler Puch - Automobiles Léon Bollée (Voiturette) |

In späteren Jahrzehnten auch Cycle Car Company, Ernst Bauermeister & Söhne, Kover Capilla und Adi Moped.
Motordreiräder werden seit der Wende zum 20. Jahrhundert auch im Motorsport eingesetzt.

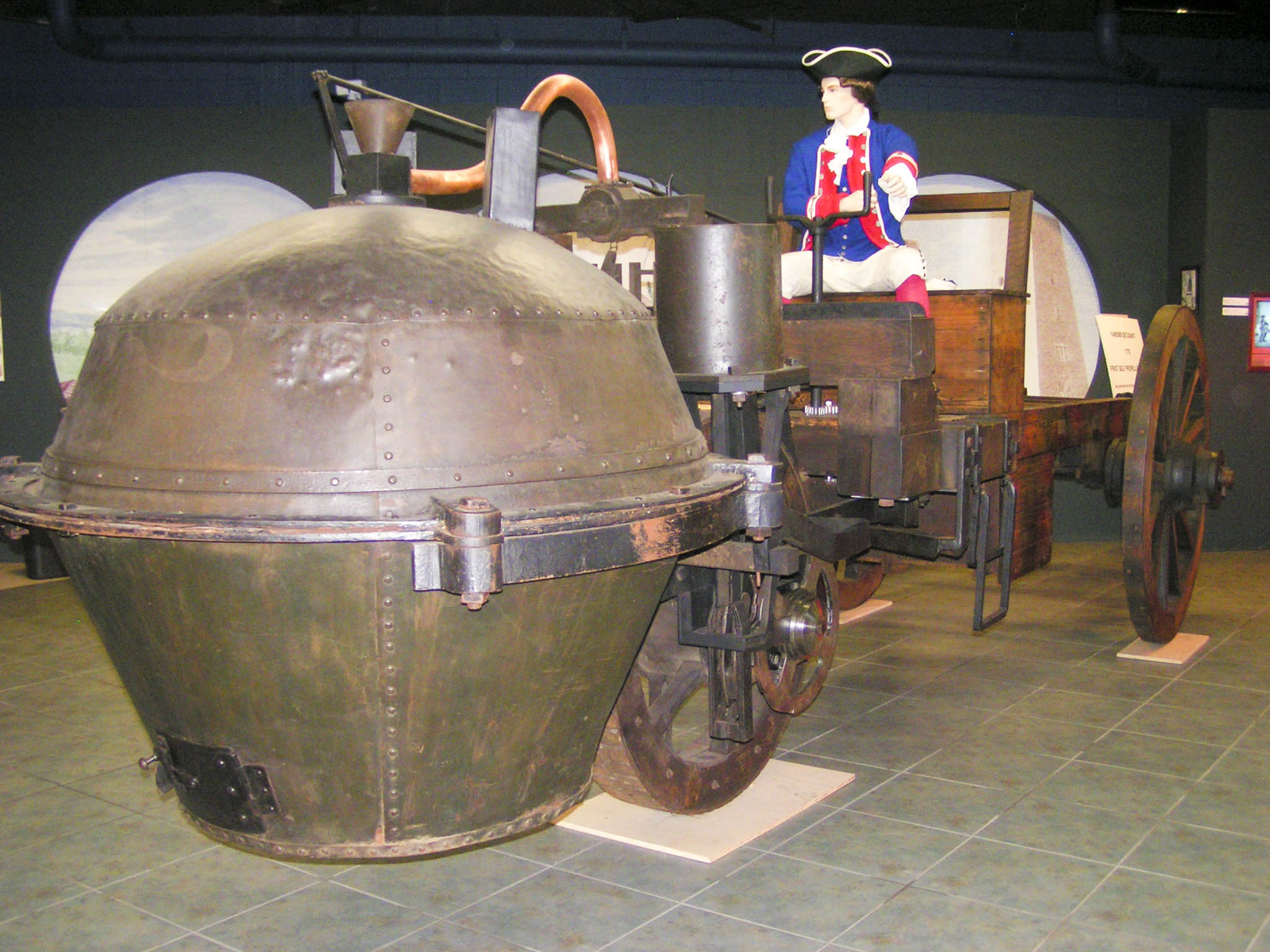
1769: „Fardier“ von Nicholas Cugnot
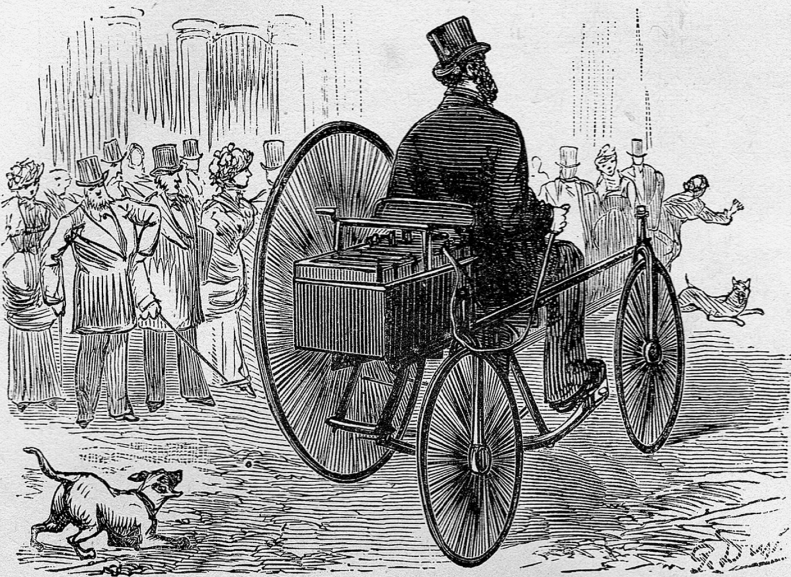
1881: Tricycle von Gustave Trouvé
1899: De Dion-Bouton Motordreirad
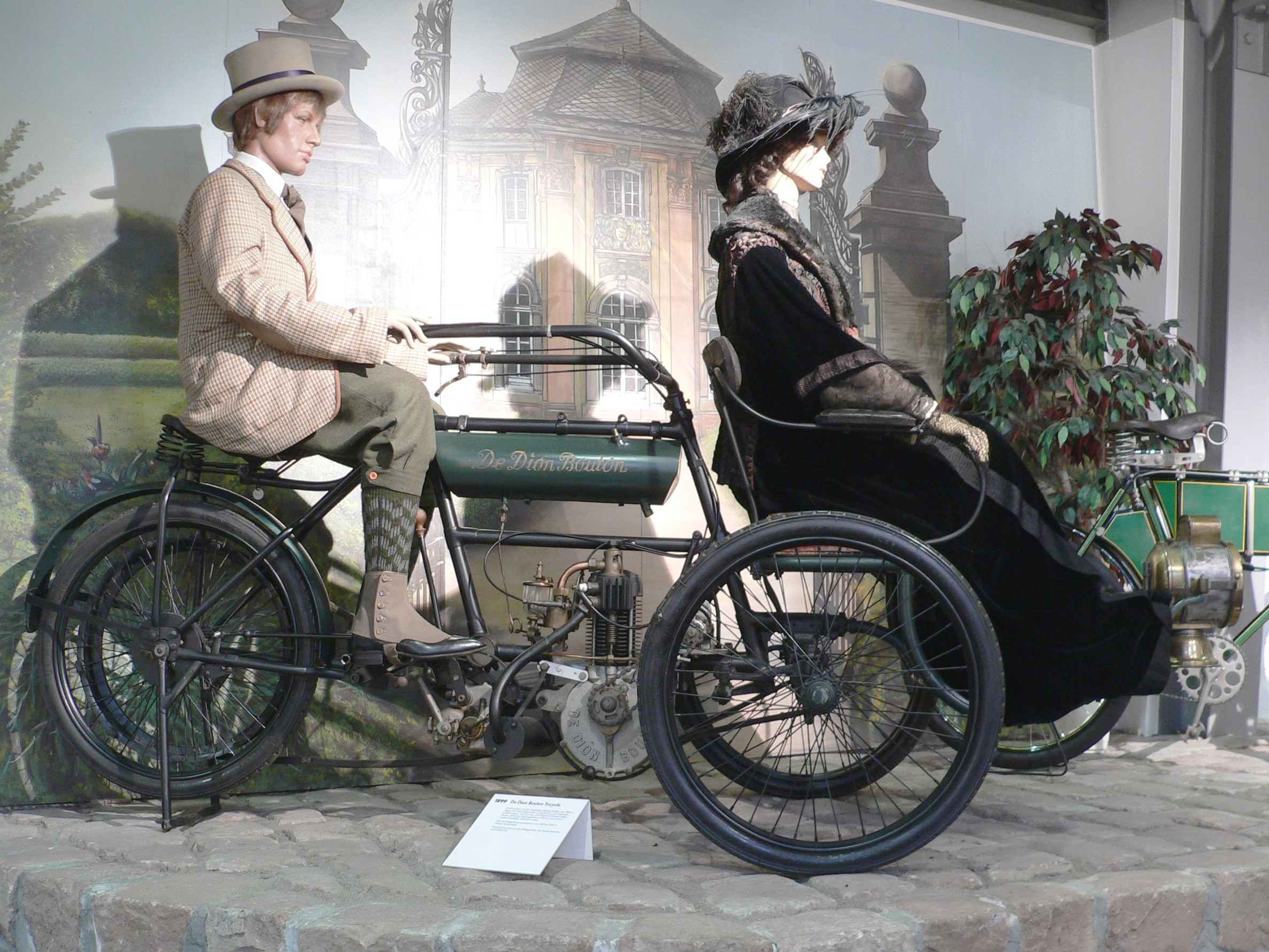
1899: De Dion-Bouton mit anderer Achsanordnung
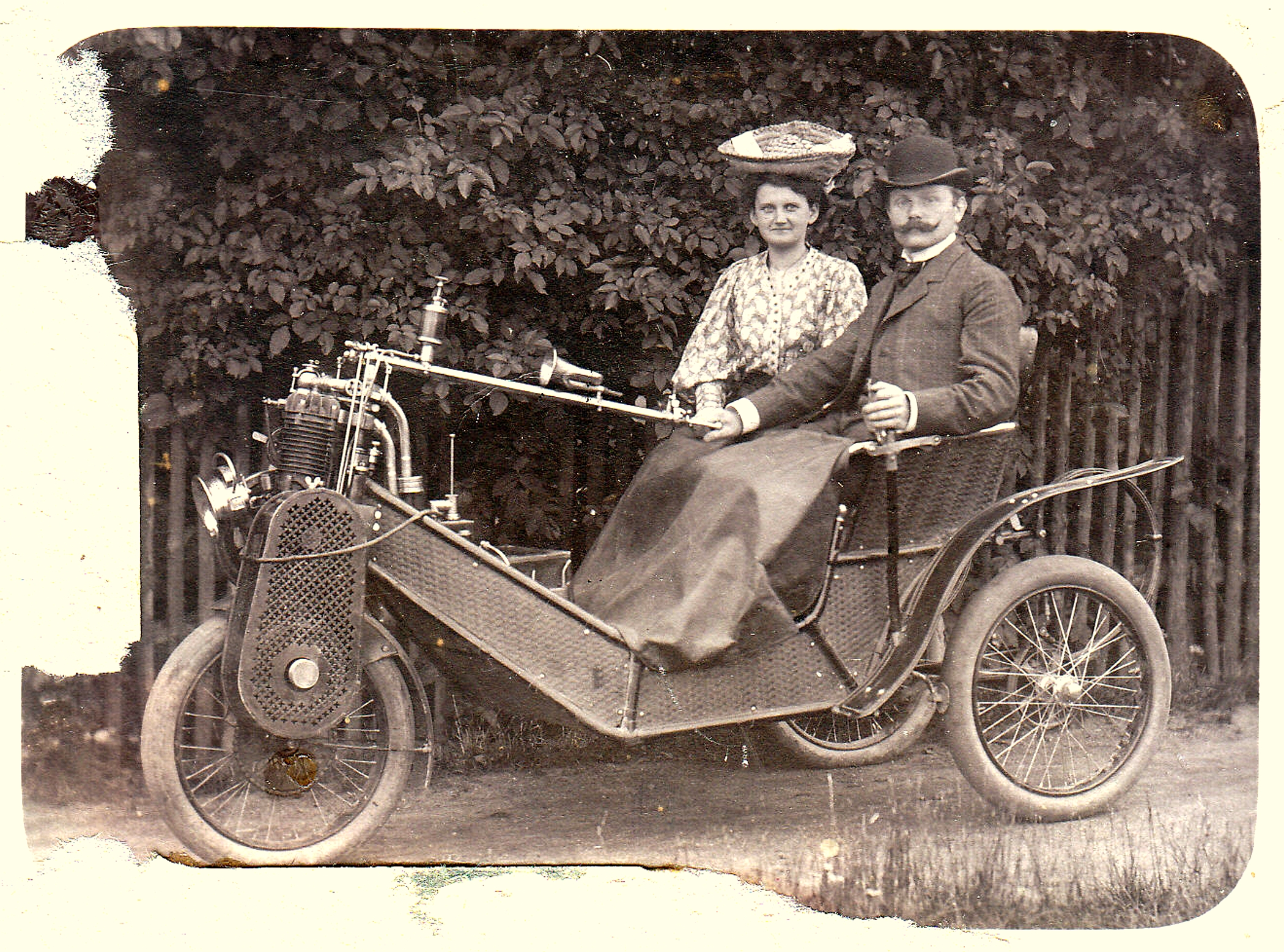
1904: Cyklonette
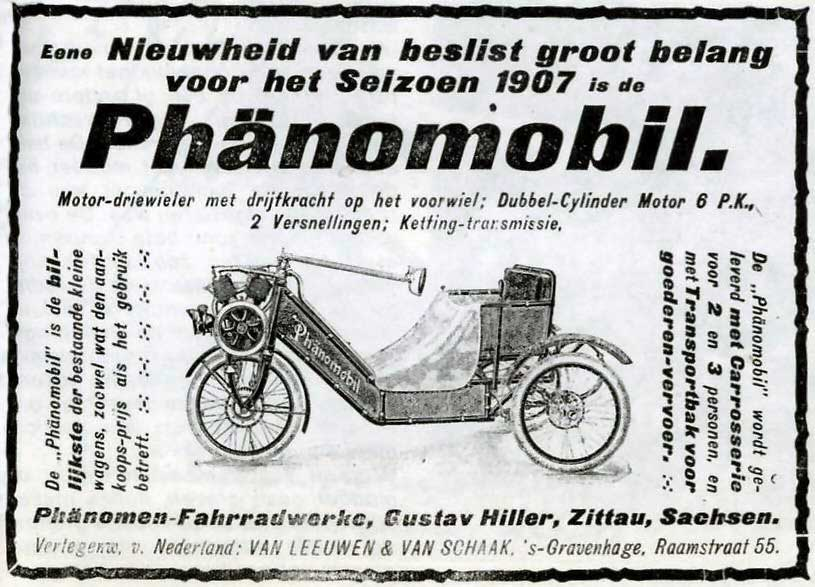
1907: Phänomobil, Gustav Hiller Maschinenfabrik Zittau.

### Landwirtschaftliches Dreirad

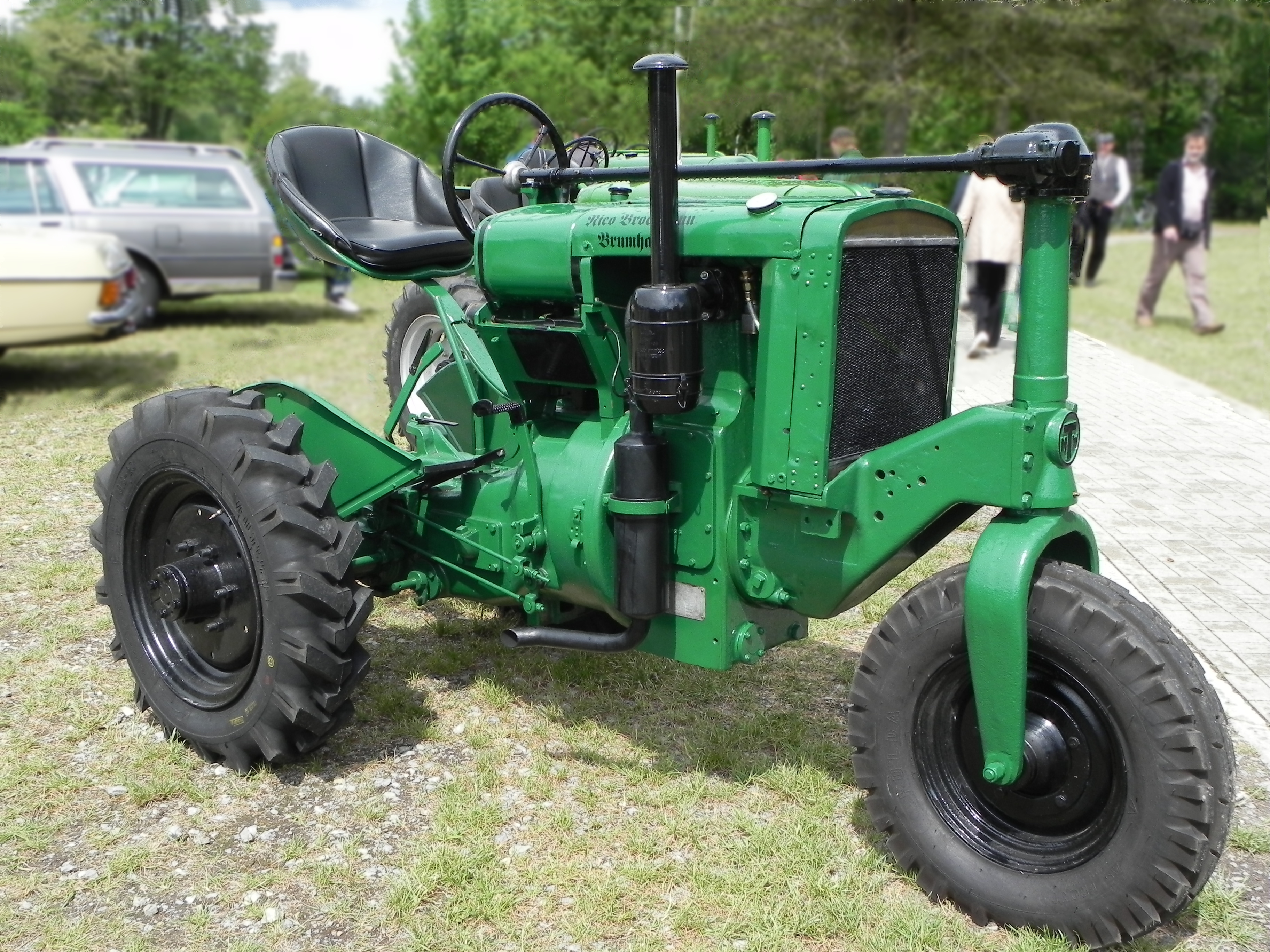
Ritscher-Dreiradschlepper von 1937

Von 1936 bis zum Zweiten Weltkrieg produzierten die Moorburger Treckerwerke unter dem Markennamen „Ritscher“ einen Ackerschlepper mit drei Rädern; das Einzelrad war vorn. Nach dem Krieg wurde die Produktion wieder aufgenommen, aber bereits 1950 wegen zu geringer Nachfrage zugunsten von Vierradschleppern eingestellt. Das erste Modell von 1936/37, dem weitere Versionen folgten, hatte einen wassergekühlten Einzylinder-Dieselmotor mit einem Hubraum von 1115 cm³ und einer Leistung von 12 PS. Karl Ritscher hatte die Dreiradtraktoren in den USA kennen gelernt und soll von deren Wendigkeit beeindruckt gewesen sein. Die Modelle ab 1946 hatten Motoren mit 2,2 und 2,4 Liter Hubraum, die 20 PS leisteten. Ein weitaus größerer Dreiradtraktor ist zum Beispiel der in den 1990er-Jahren gebaute Terra Trac 250 der Horsch Maschinen GmbH mit Sechszylindermotor und einer Leistung von 250 PS.

### Motorrad
Es existieren viele verschiedene Versionen motorradbasierter Dreiräder. Eines ist das Harley-Davidson-ServiCar, bei dem das einzelne Hinterrad gegen eine Hinterachse mit Differenzial und einen Kofferaufbau ausgetauscht wurde. Diese ServiCars kamen in den 1930er Jahren auf und wurden bis 1973 gebaut, um zum Beispiel Material für Handwerkerleistungen mitnehmen zu können. Außerdem wurden Polizei-ServiCars gebaut. Vor allem bei Senioren und Gehbehinderten sind Harley-Davidson-ServiCars in den Vereinigten Staaten seit Langem verbreitet und mittlerweile teuer.
Motorradgespanne gelten ebenfalls als Motordreirad, jedoch asymmetrisch gebaut. Ihre Fahreigenschaften differieren zwischen Rechts- und Linkskurven, je nach der Lage des angebauten Seitenwagens. Bei Rechtsverkehr ist der Rechtsanbau des Seitenwagens üblich, bei Linksverkehr entsprechend der Anbau links, jeweils um dem Fahrer eine bessere Sicht im Straßenverkehr zu geben.
Seltener anzutreffen, aber mechanisch einfacher zu realisieren, ist die Schwenker-Bauweise, bei welcher das Motorrad mit unverändertem Fahrwerk normal schwenkt, während der Seitenwagen an einem in Längsachse montierten Gelenk befestigt ist und sein Rad stets am Boden bleibt.
Einen Schritt weiter gehen Pendel-Konstruktionen, bei denen auch das Seitenwagen-Rad in Schräglage geführt wird. Dies bringt weitere fahrdynamische Vorteile gegenüber einem starren Gespann.
Zur Kategorie der symmetrisch aufgebauten 'Tilting three-wheeler' gehört z. B. der Piaggio MP3. Diese Fahrzeuge haben keinen Seitenwagen, während die schmale Spur fahrphysikalisch vorteilhaft ist.

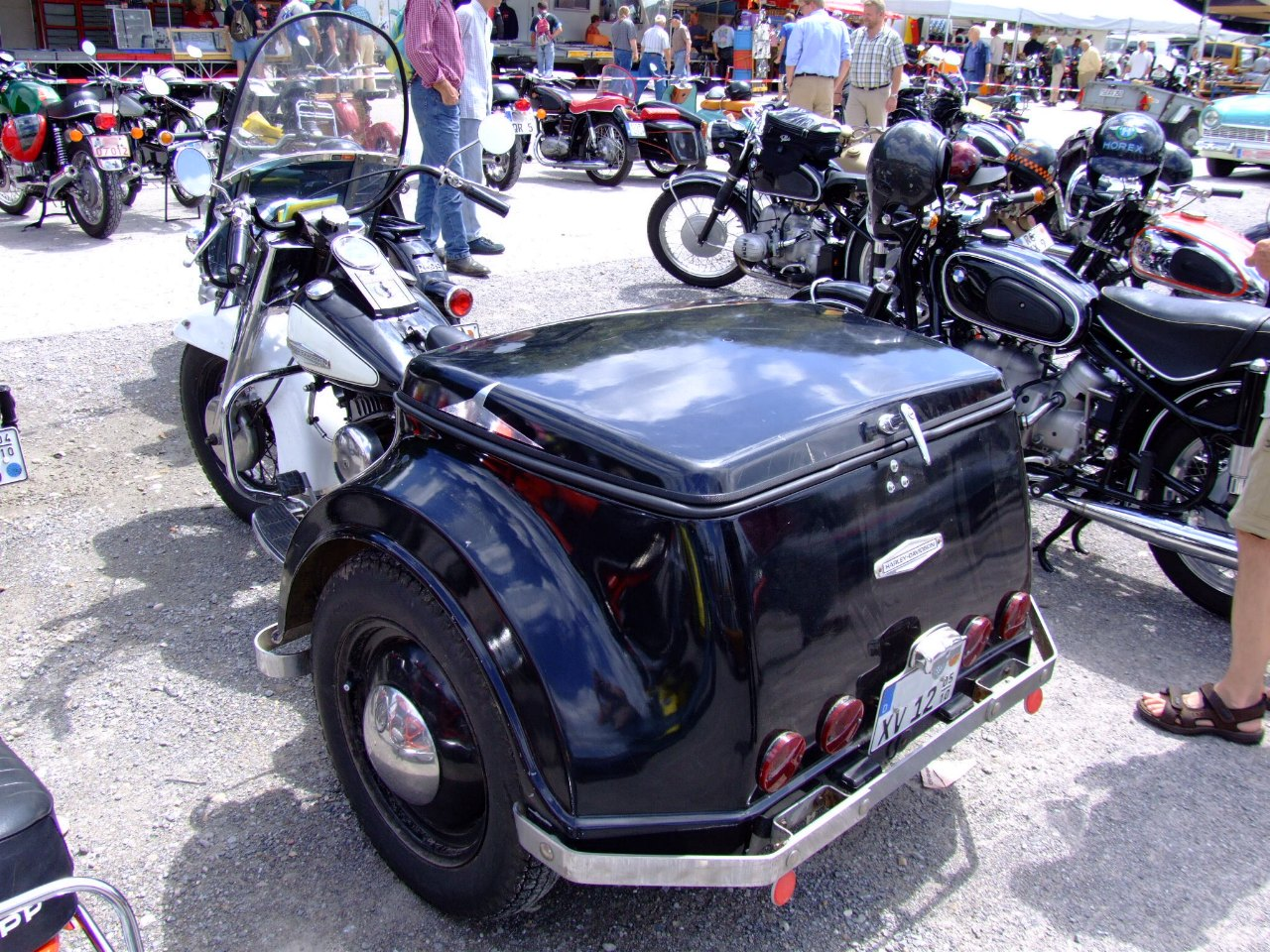
Harley-Davidson-Servi-Car
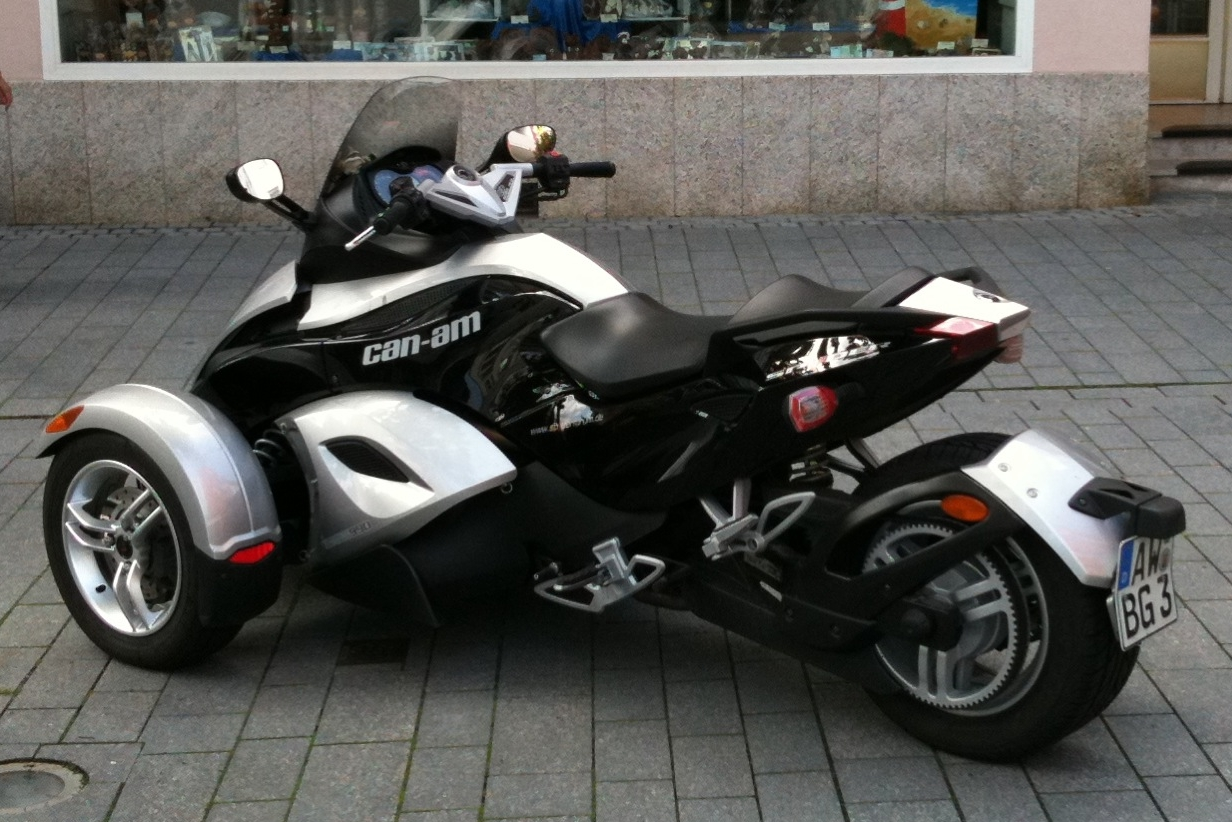
Can-Am Spyder von BRP
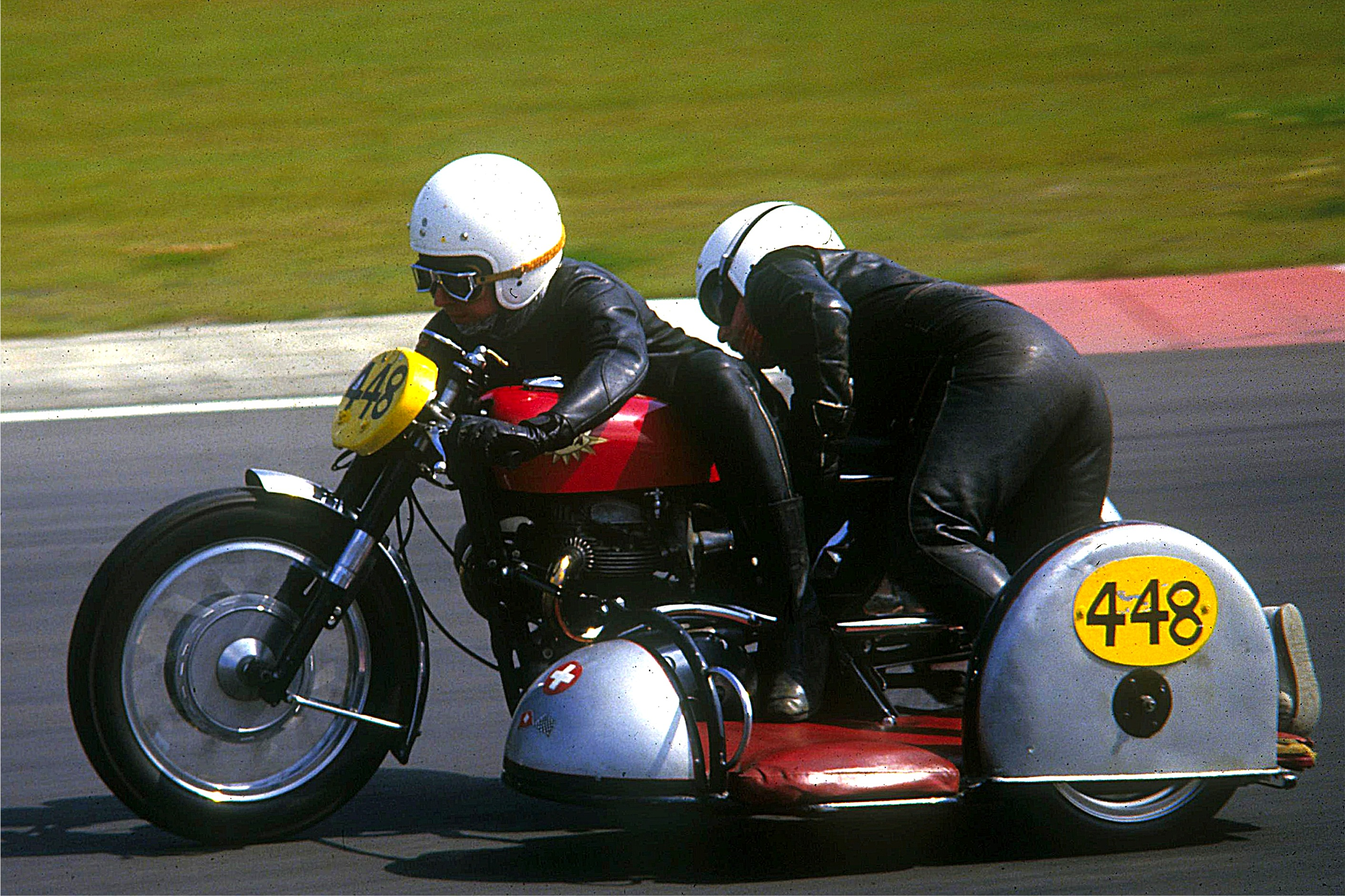
Historisches BSA-Renngespann
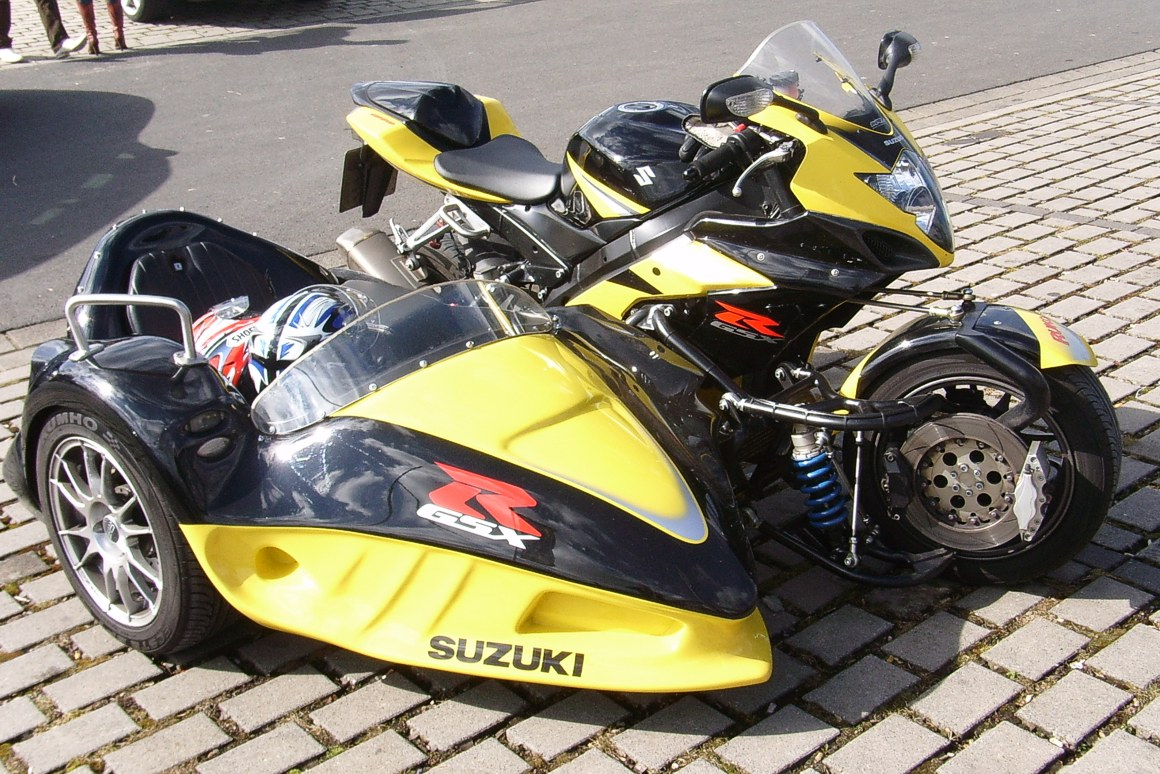
Modernes Gespann auf Basis Suzuki Hayabusa mit Achsschenkellenkung
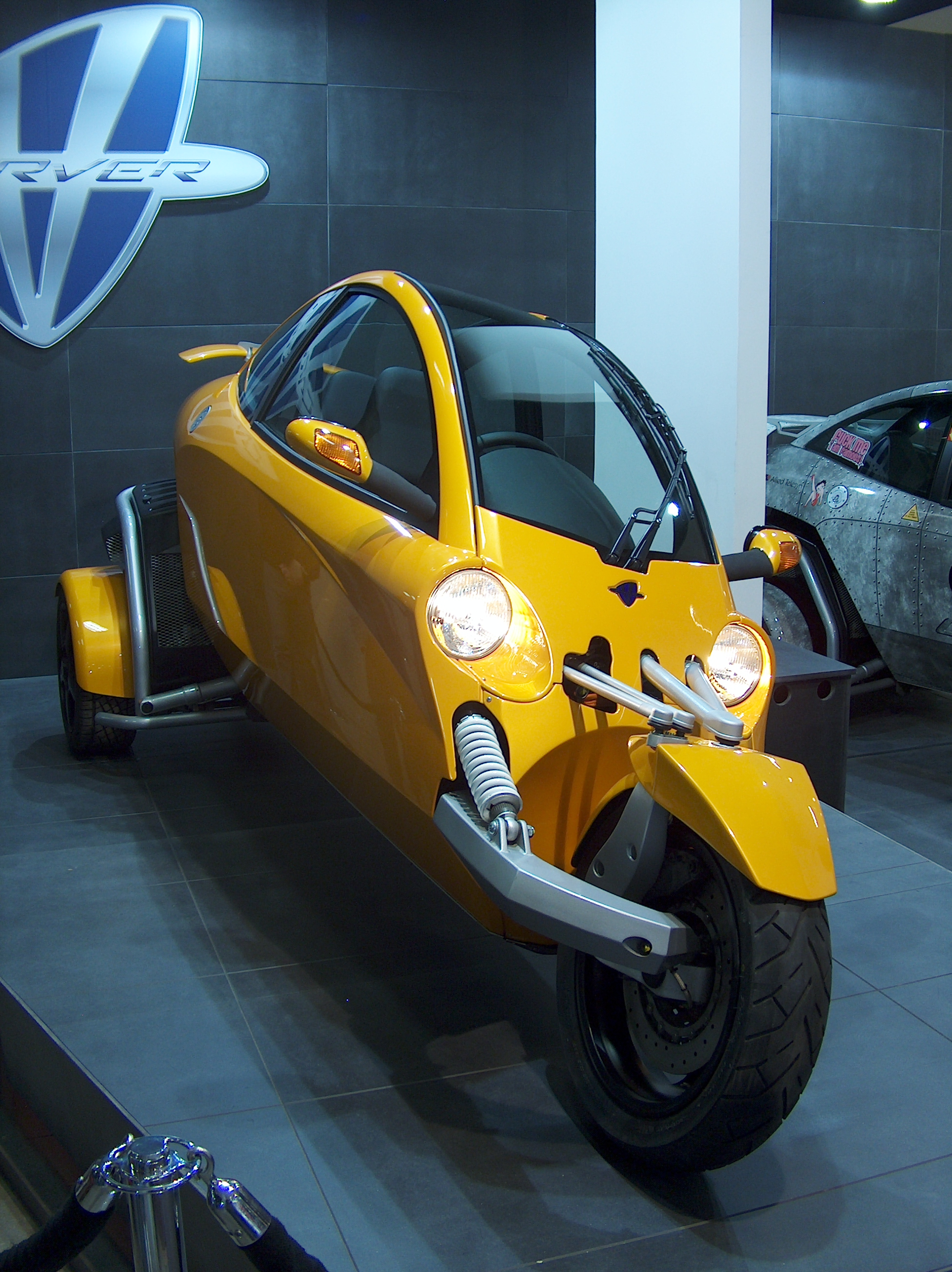
Carver One, moderner Tilting Threewheeler
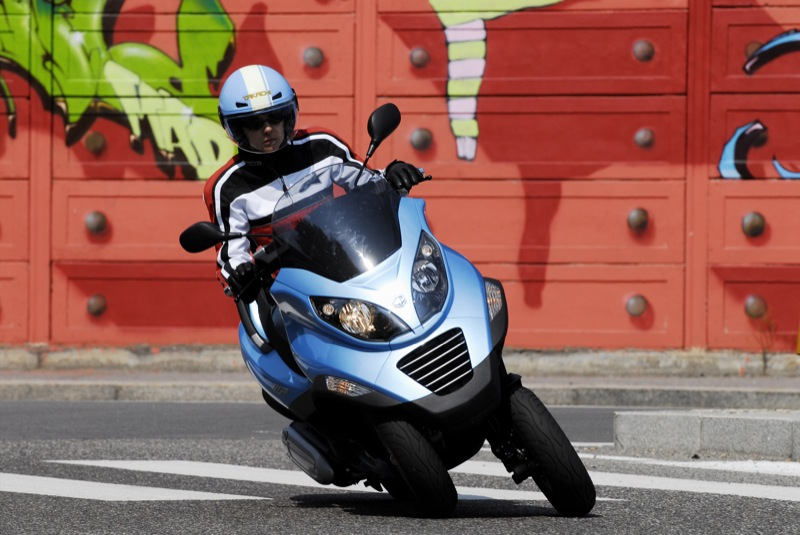
Piaggio MP3 in Schräglage

### Motorroller

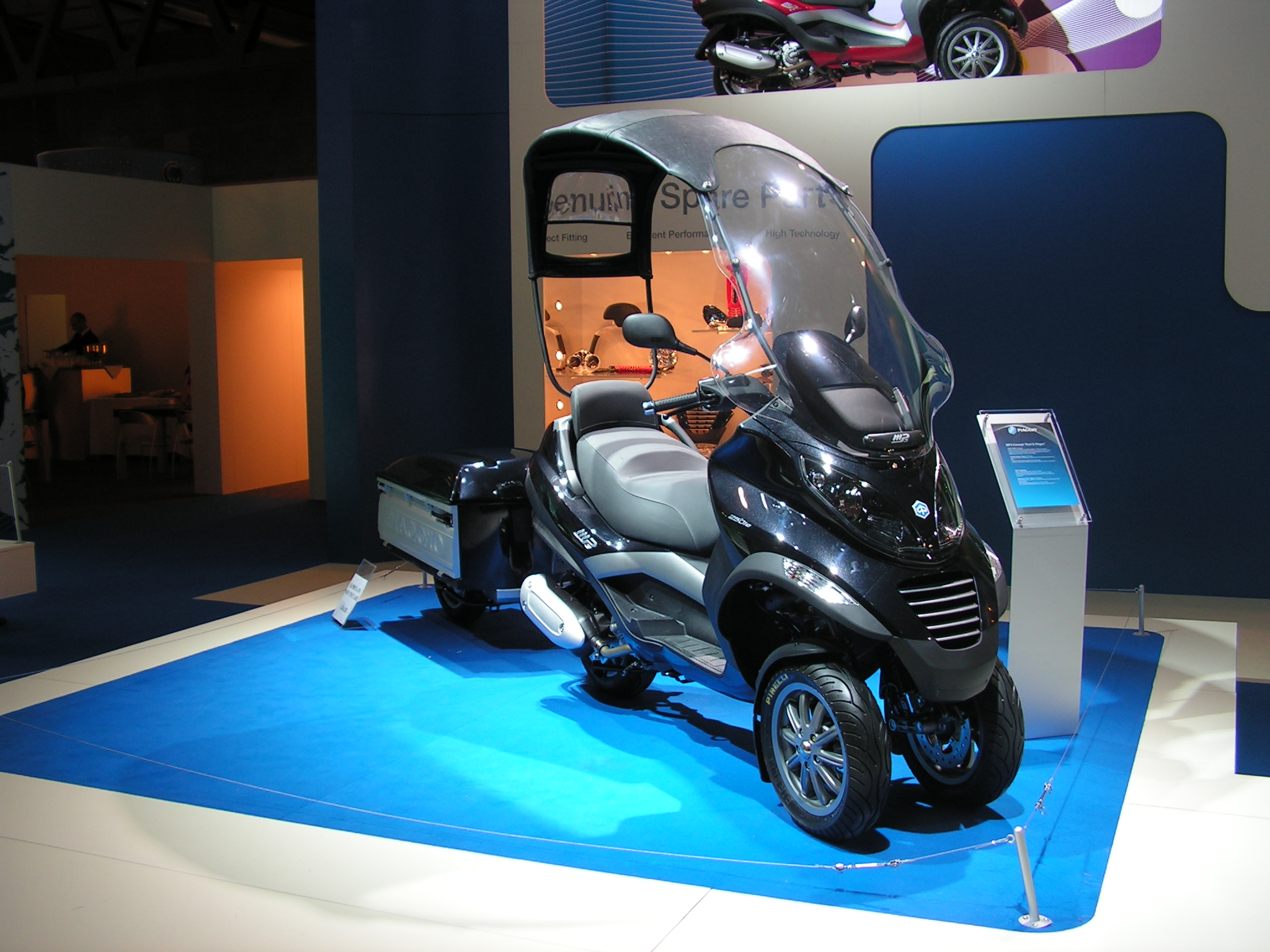
Piaggio MP3 mit Dach

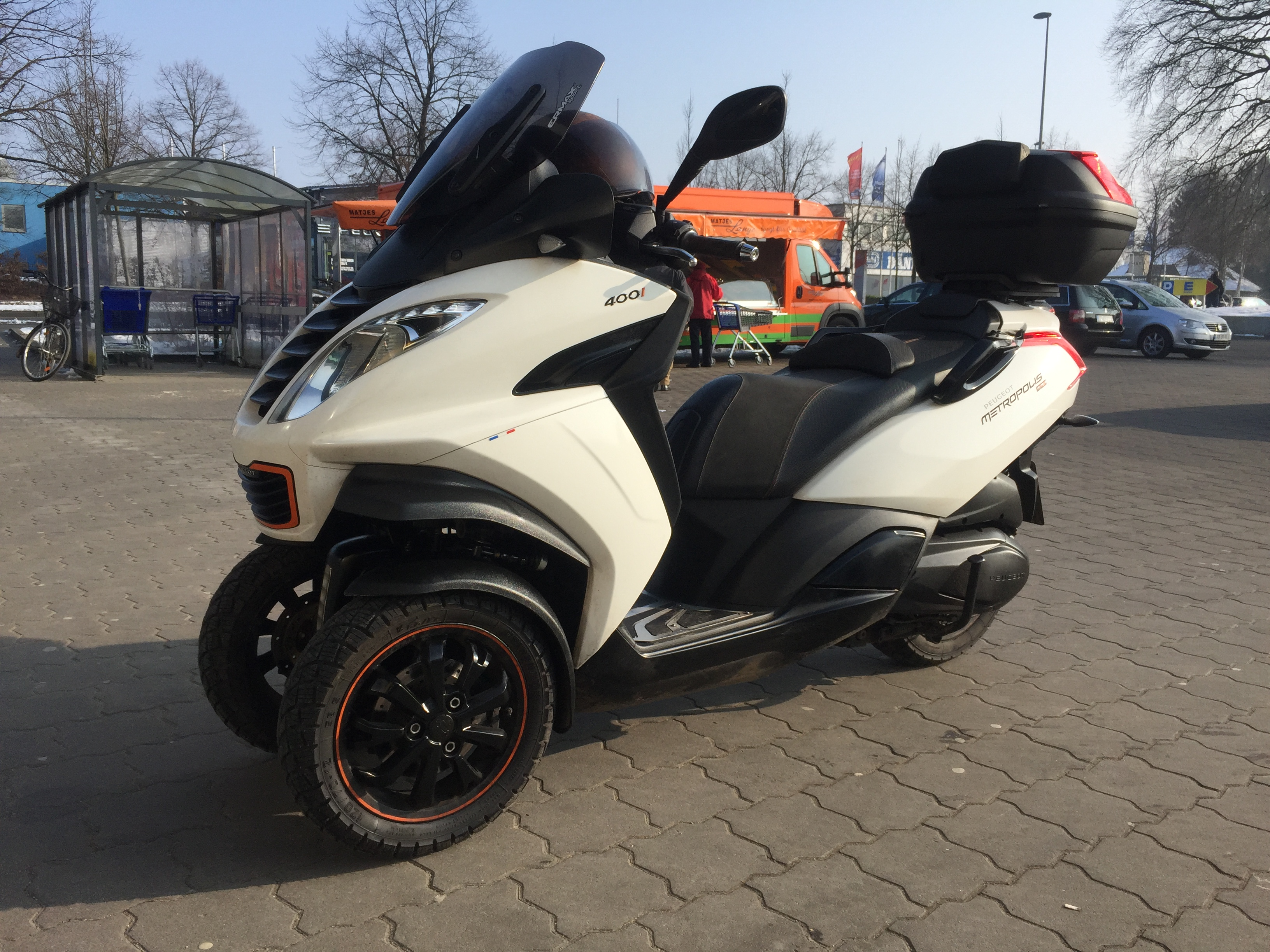
Peugeot Metropolis 400i

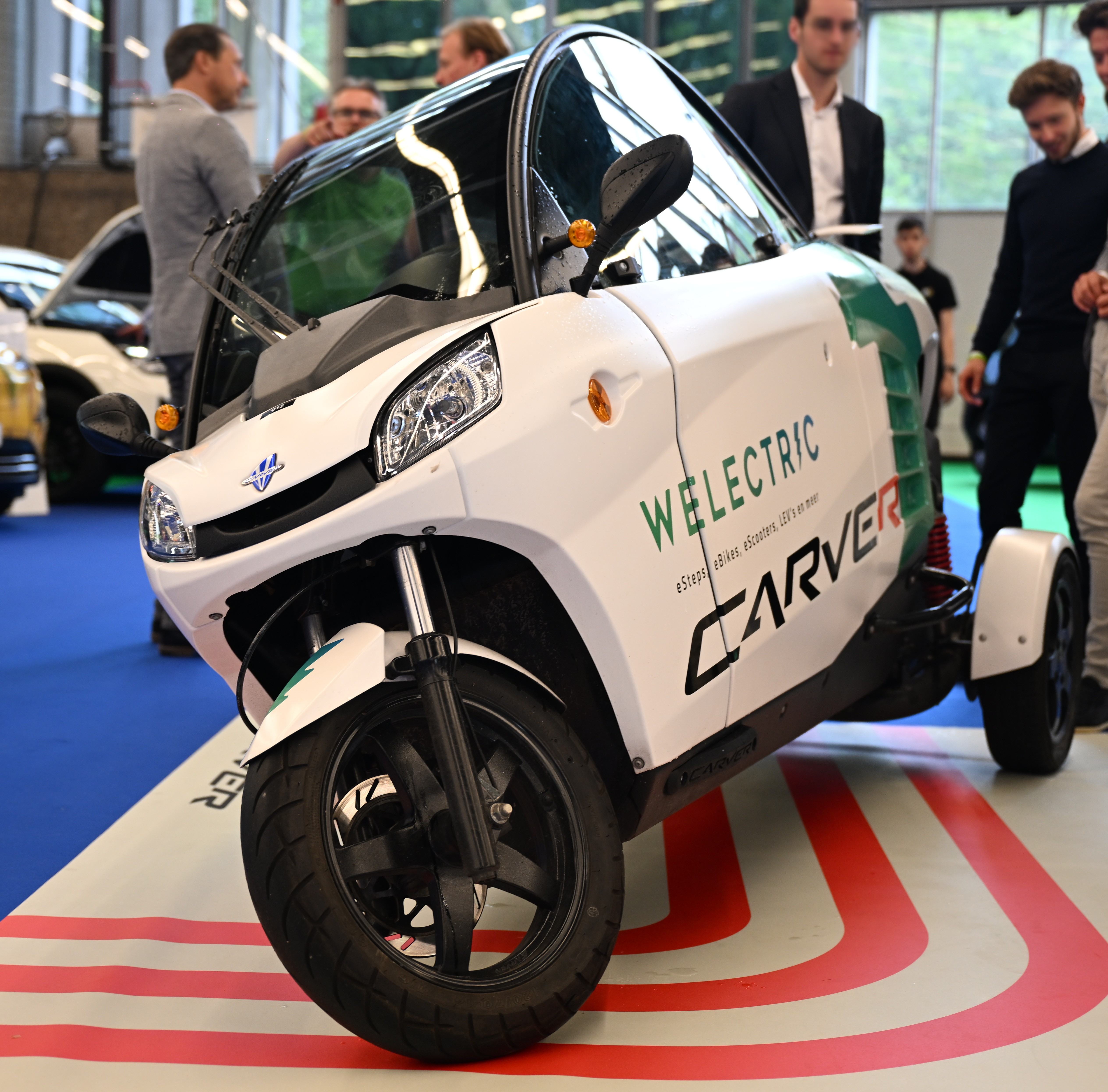
Carver, dreirädriger elektrischer Kabinenroller mit Neigetechnik

Bereits in den 1950er Jahren experimentierte Wolfgang Trautwein mit dreirädrigen Motorrädern, die sich mittels eines parallelogrammartigen Mechanismus auch neigen konnten – siehe auch Pendelgespann. 2006 stellte Piaggio den MP3 vor, der diese Ideen ebenso aufgriff, wie Peugeot mit dem Metropolis. Der Scooter verfügt über ein einzelnes, herkömmlich angetriebenes Hinterrad und über zwei Vorderräder, die im Abstand von 42 Zentimetern zueinander stehen und durch eine komplexe Parallelogrammaufhängung verbunden sind. Der Fahrer sitzt wie auf einem üblichen Motorroller, dem auch die Fahrdynamik – mit Schräglage in den Kurven – weitgehend entspricht. Der Motorroller darf bei Verbreiterung der vorderen Spur auf mehr als 46 cm mit der EU-Fahrerlaubnis der Klasse B, also mit dem PKW-Führerschein gefahren werden, sofern die Fahrerlaubnis vor dem 19. Januar 2013 erteilt wurde. Abgesehen von dieser Bestandsschutzregelung ist seit diesem Datum zum Führen eines Dreirad-Rollers ein Motorradführerschein (Klasse AM für bis zu 45 km/h, Klasse A1 für bis zu 15 kW oder Klasse A für mehr als 15 kW Motorleistung) erforderlich.

#### Dreirad-Motorroller
Zu den Dreirad-Motorrollern gehören der Kymco CV 3 550i, der Piaggio MP3, der Quadro QV3 der Peugeot Metropolis 400 und der Yamaha Tricity. 

#### Dreirädriges Krankenfahrzeug

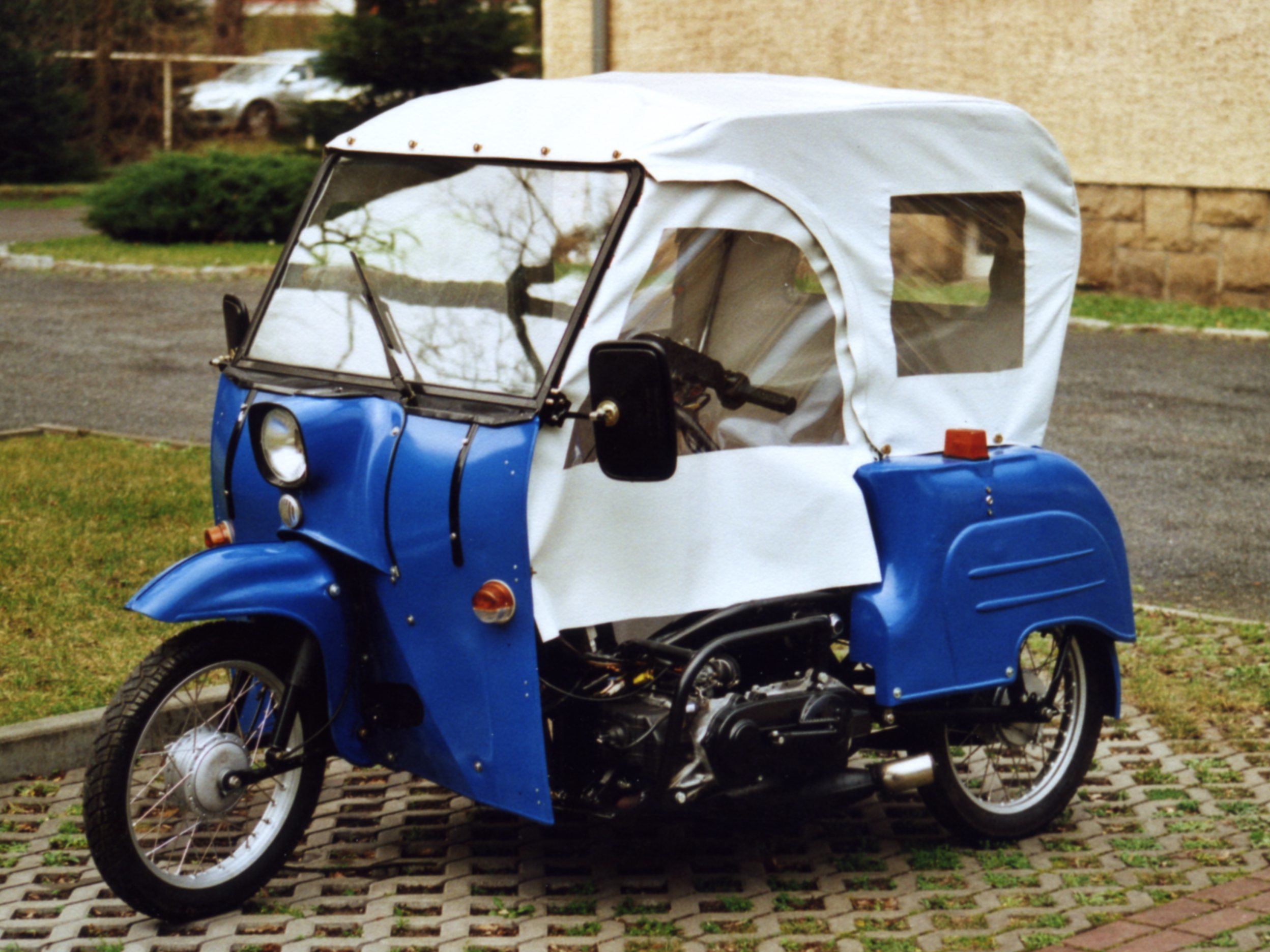
Duo auf Simson-Basis

Das in der DDR gefertigte Duo ist ein dreirädriges Krankenfahrzeug für Personen mit Gehbehinderung, das im Anhängerbau Brandis, Fahrzeugbau Robur (ab 1981) oder der Firma Krause in Leipzig weitgehend aus (zum Teil modifizierten) Bauteilen der sogenannten Simson-Vogelserie, hauptsächlich solchen der Schwalbe, konstruiert war. Etwa 1000 bis 1100 Stück wurden davon pro Jahr gebaut.

### Trike

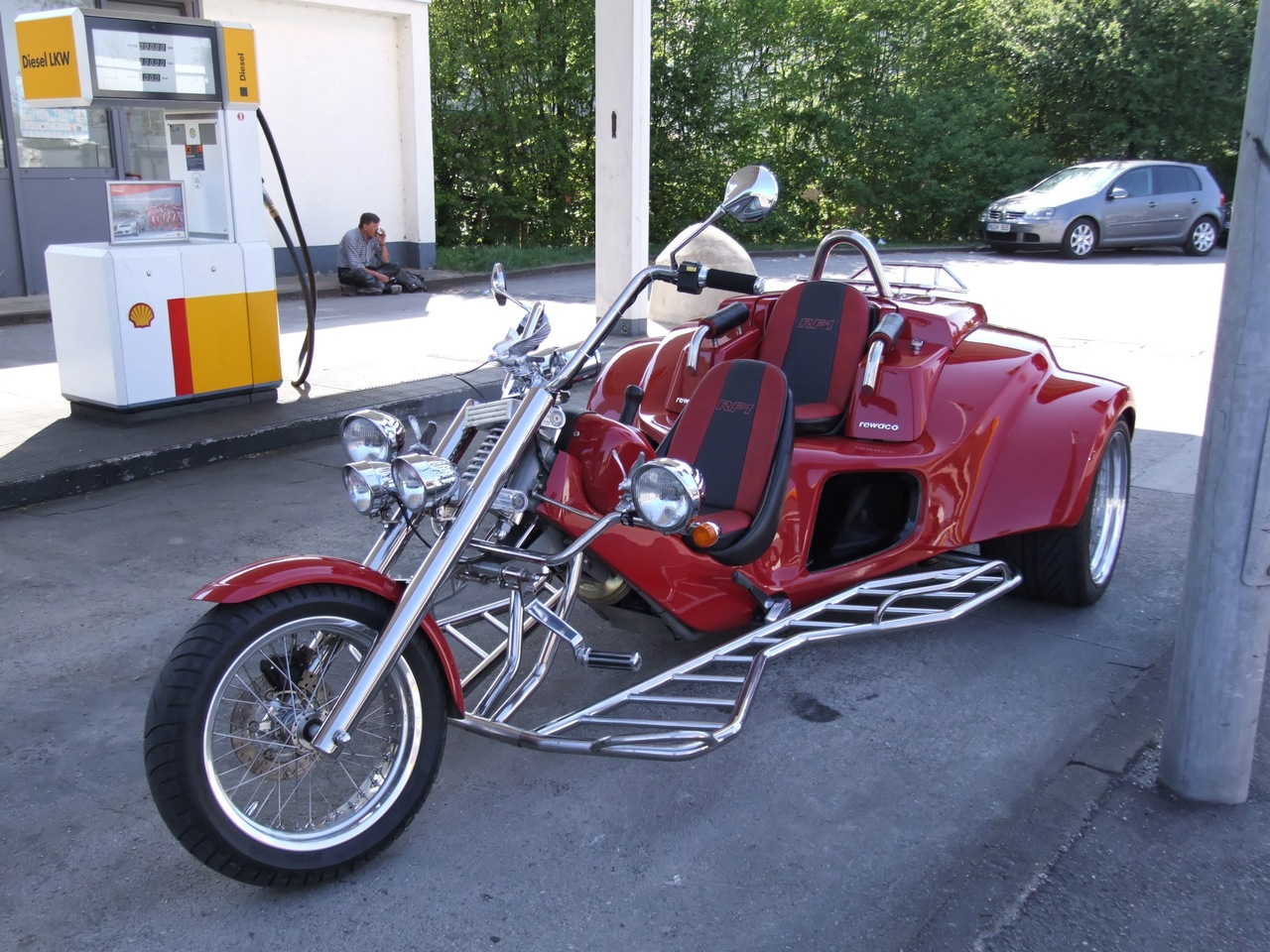
rewaco RF1-GT

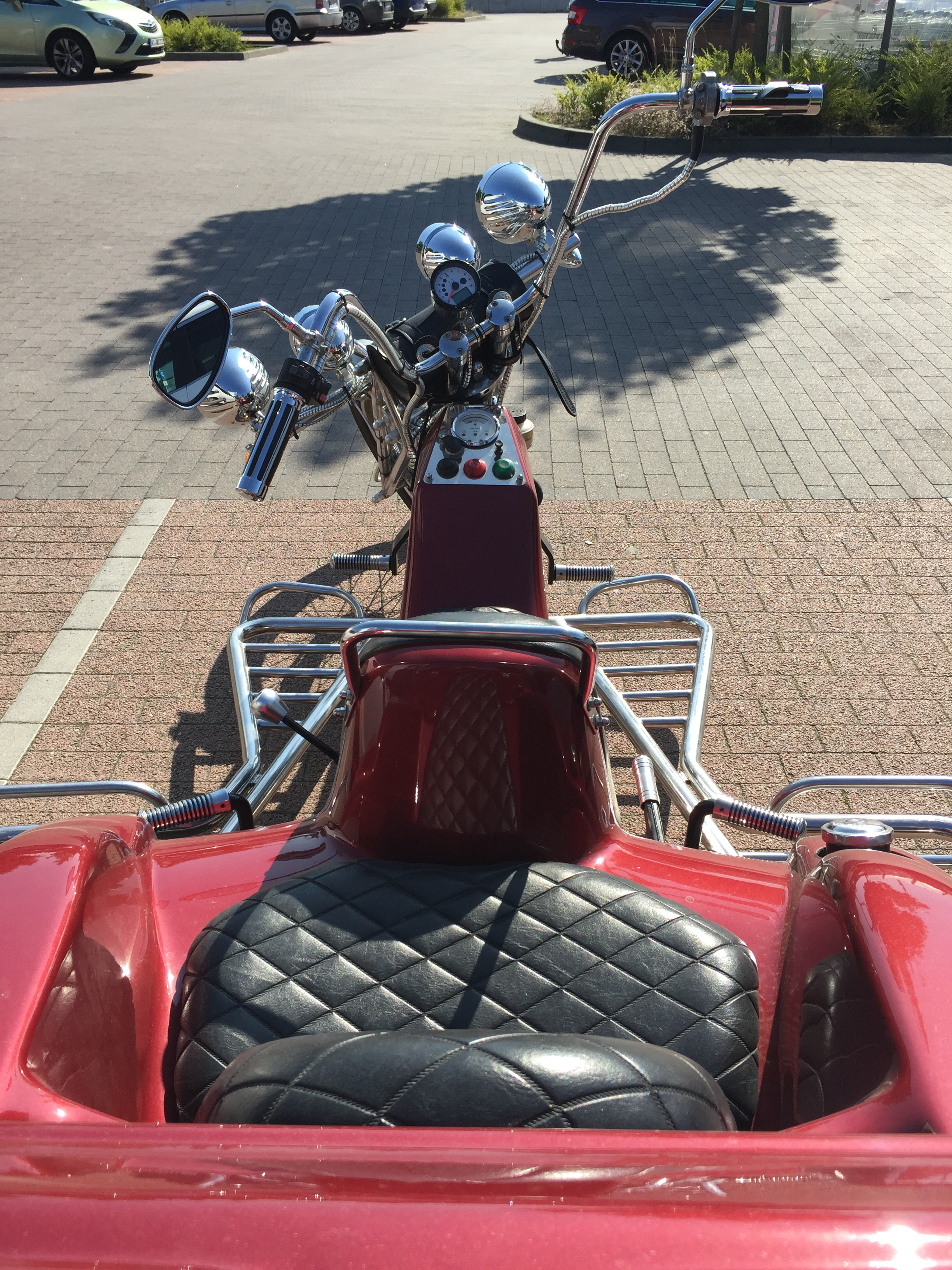
Blick auf das Cockpit eines Trikes

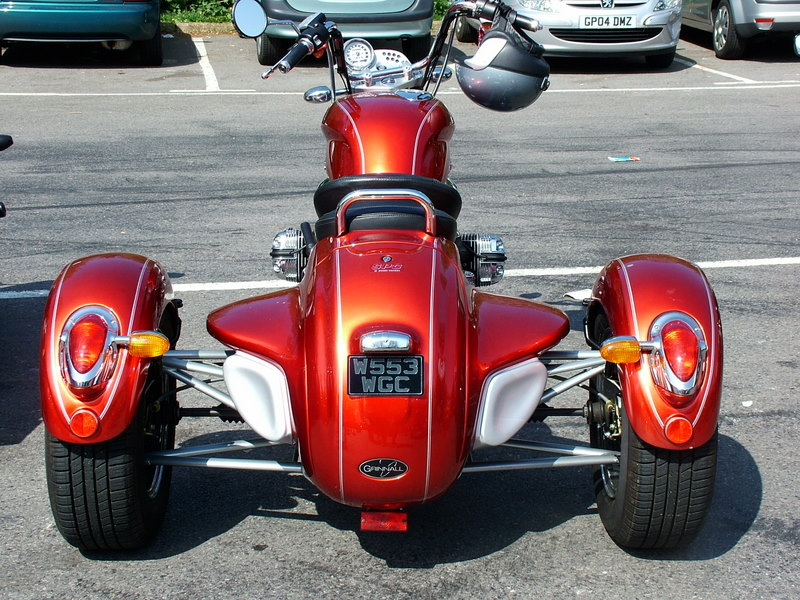
Heckansicht eines Trikes

Als „Trike“ wird allgemein ein offenes, motorisiertes Straßenfahrzeug mit einem Vorderrad und zwei angetriebenen Hinterrädern bezeichnet. Das Vorderrad wird von einer Gabel ähnlich einem Chopper-Motorrad geführt. Ursprünglich wurden die Hinterachskonstruktion einschließlich Motor vom VW Käfer verwendet. Inzwischen kommen Eigenkonstruktionen verschiedener Hersteller dazu, und es werden auch Modelle mit Achtzylinder-V-Motor angeboten.
Bekannte Trike-Marken sind Fecht, WK, CCS-Trike, TRIKetec, Rassler, rewaco, Easy Trike und Boom. 1979 brachte Dietrich Fecht von einer Amerikareise das erste Trike nach Deutschland, 1980 gelang die erste Zulassung.
In der Europäischen Union ist seit dem 19. Januar 2013 zum Führen eines Trikes eine Fahrerlaubnisklasse für Motorräder notwendig; für davor erteilte Fahrerlaubnisse der Klasse B gilt ein Bestandsschutz innerhalb der EU. Die erforderliche Klasse richtet sich nach der Leistung des Trikes:
- Klasse A: über 15 kW Leistung.
- Klasse A1: maximal 15 kW Leistung
- Klasse AM: maximal 45 km/h Höchstgeschwindigkeit und maximal 4 kW Leistung

Trikes können in Deutschland jedoch auch weiterhin mit einer Fahrerlaubnis der Klasse B gefahren werden, da Deutschland eine nationale Sonderregelung eingeführt hat. Lediglich für das Führen von Trikes über 15 kW Leistung ist ein Mindestalter von 21 Jahren erforderlich. (§ 6 Abs. 3a FeV)
In der Schweiz gilt ein Trike als ein dreirädriges Motorfahrzeug, somit sind Inhaber der Kategorie B fahrberechtigt (Art. 3 Abs. 1 VZV).
Je nach Bauform bzw. Baujahr des Trikes sind entweder amtlich zugelassene beziehungsweise vorgeschriebene Gurte vorhanden, oder es besteht die Vorschrift, Schutzhelme zu tragen. Je nach vorstehender Einordnung können Kinder entweder unter Verwendung eines passenden Kindersitzes mitgenommen werden, oder, wenn das Kind einen Helm trägt und Fußrasten bzw. Haltegriffe benutzen kann.
Neben den Chopper-Trikes wurden in den 1980er und 1990er Jahren auch Offroad-Trikes (z. B. Yamaha Tri-Z, Kawasaki Tecate oder Honda ATC) gebaut. Diese entsprachen weitgehend einem Geländemotorrad mit einer Hinterachse anstelle eines einzelnen Rades. Wegen hoher Unfallzahlen in den Vereinigten Staaten wurden diese All Terrain Vehicles dort verboten. In Deutschland existieren noch einige Modelle, die sogar mit Straßenzulassung gefahren werden können.
Im Bereich der Elektromobilität bietet zum Beispiel der Hersteller ARI Motors mit dem ARI 145 ein dreirädriges „Lastenmoped“ an, welches rein elektrisch angetrieben wird und mit der Führerscheinklasse AM gefahren werden kann.

### Threewheeler und Kabinenroller

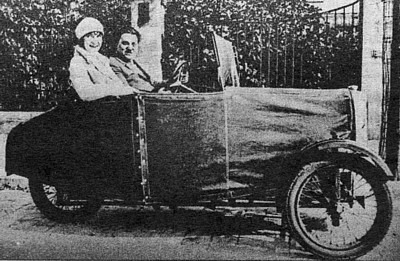
Der zerlegbare und faltbare Kleinwagen: Zaschka-Threewheeler von Engelbert Zaschka, 1929

Dreiräder sind auch offene Fahrzeuge mit zwei Vorderrädern und nur einem Hinterrad wie der Morgan Threewheeler, bei dem ein an der Frontseite angebauter Motorradmotor über eine Welle zum Getriebe und von dort mit einer Kette das Hinterrad antreibt. Ein anderes Modell war der Lomax 223, der auf der veränderten Bodengruppe eines Citroën 2CV einschließlich Motor, Kupplung, Getriebe und Vorderachskonstruktion aufgebaut war.
1986 zeigte VW den Prototyp „Scooter“ mit drei Rädern, der jedoch nicht in Serie ging. Die Karosserie des Scooter war 3175 mm lang, 1235 mm hoch und 1498 mm breit, Luftwiderstandsbeiwert (cw) von 0,25; Leergewicht 550 kg. Reifengröße: Vorderräder 175/60 VR 13, Hinterrad 235/55 VR 15. Mit einem 66 kW (90 PS) starken Vierzylindermotor (vorn quer eingebaut) und Frontantrieb erreichte das zweisitzige Fahrzeug eine Höchstgeschwindigkeit von 201 km/h.
Dreiräder waren vor allem in Großbritannien seit den 1930er Jahren beliebt, weil sie dort bis in die 1970er Jahre steuerlich als Motorräder behandelt wurden – zum Teil sogar ohne Führerschein gefahren werden konnten – und dadurch verhältnismäßig günstig im Unterhalt waren. Bekannte Hersteller waren unter anderen Bond und Reliant. Außerdem ermöglichte die Leichtbauweise gute Fahrleistungen und den erfolgreichen Einsatz im Motorsport.
Die Anfänge der deutschen Threewheeler-Herstellung in den 1920er Jahren liegen bei der Diabolo Kleinauto AG in Bruchsal, die das Modell Diabolo produzierte, und den Zaschka-Faltauto, der zerlegbar bzw. faltbar war und von Engelbert Zaschka 1929 in Berlin erfunden wurde.
In der ehemaligen Tschechoslowakei wurden von 1945 bis 1973 vom Morgan Threewheeler inspirierte Dreiräder unter dem Namen Oskar bzw. Velorex hergestellt.
Auch die BMW Isetta und die Heinkel Kabine gelten zulassungstechnisch grundsätzlich als Dreirad wie der Messerschmitt Kabinenroller, obwohl zwei Hinterräder vorhanden sind, jedoch eng beieinander und (ohne Differenzial) auf fester Antriebswelle montiert. Um den Zulassungsbestimmungen mancher Exportländer gerecht zu werden, baute BMW die Isetta allerdings auch als echtes Dreirad mit nur einem hinteren Rad.
Meist werden heute solche Fahrzeuge von Kleinserienherstellern angeboten, zum Beispiel von JZR, Triking oder TWR, die Bausätze und Fertigfahrzeuge vertreiben. Der Morgan Threeweeler wiederum wurde 2012 von Morgan Motor, seinem ursprünglichen Hersteller, wiederbelebt und kam zwei Jahre später in einer Neuedition auf den Markt.

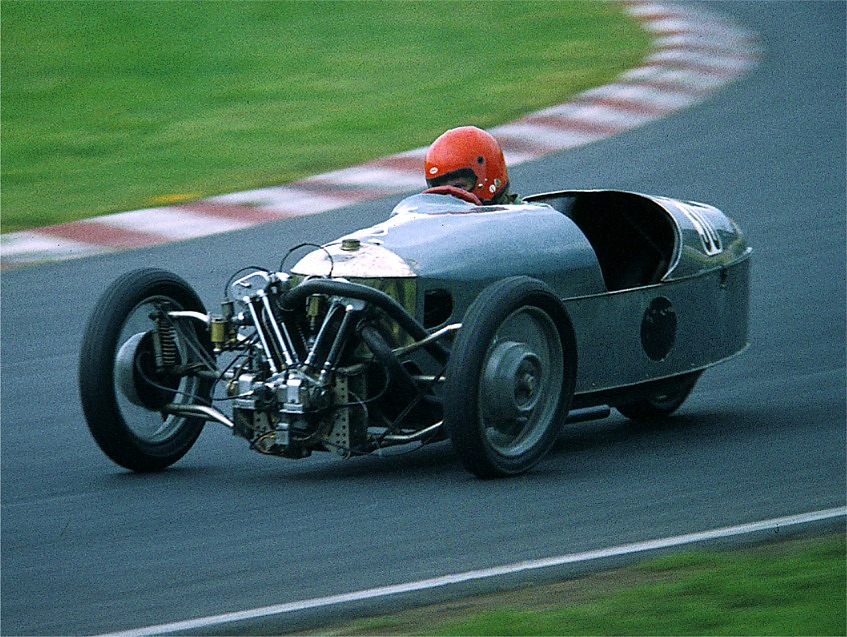
Morgan Threewheeler, Baujahr 1932, in der Südkehre des Nürburgrings
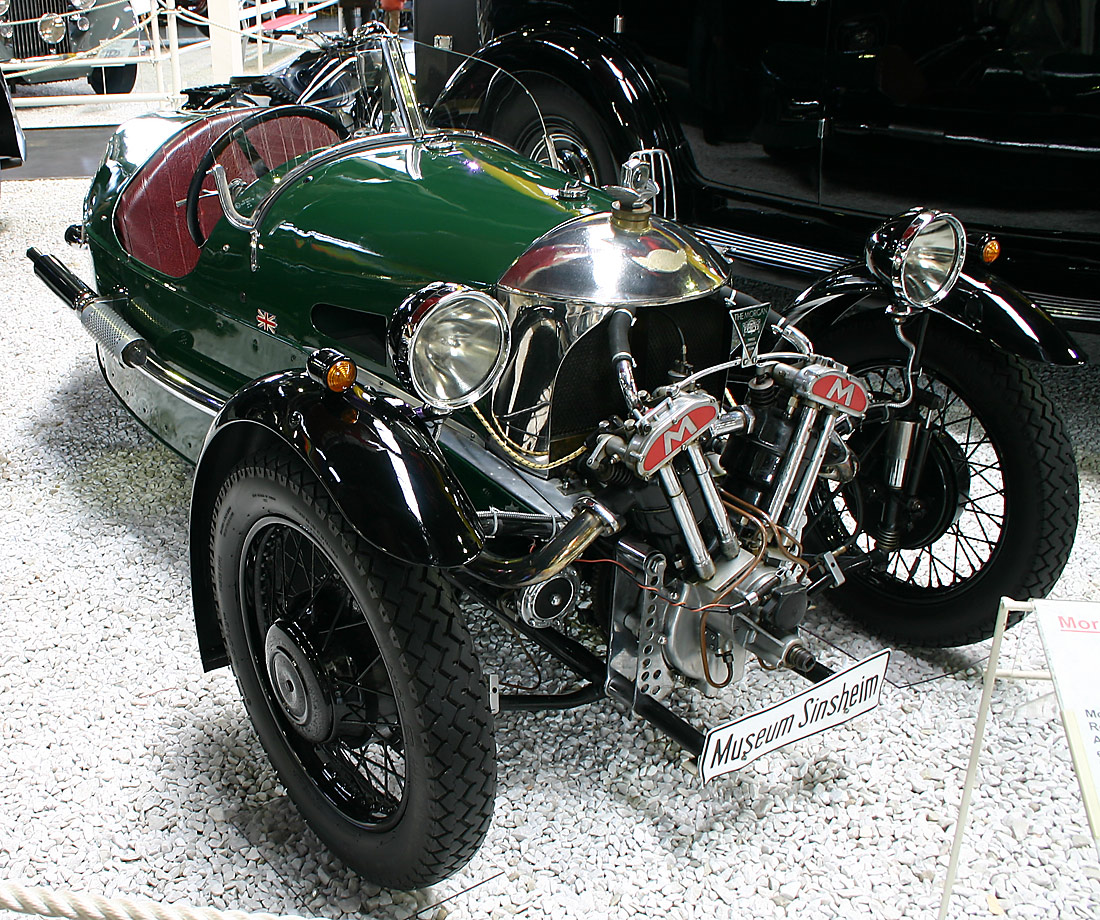
Morgan Threewheeler Super Sport
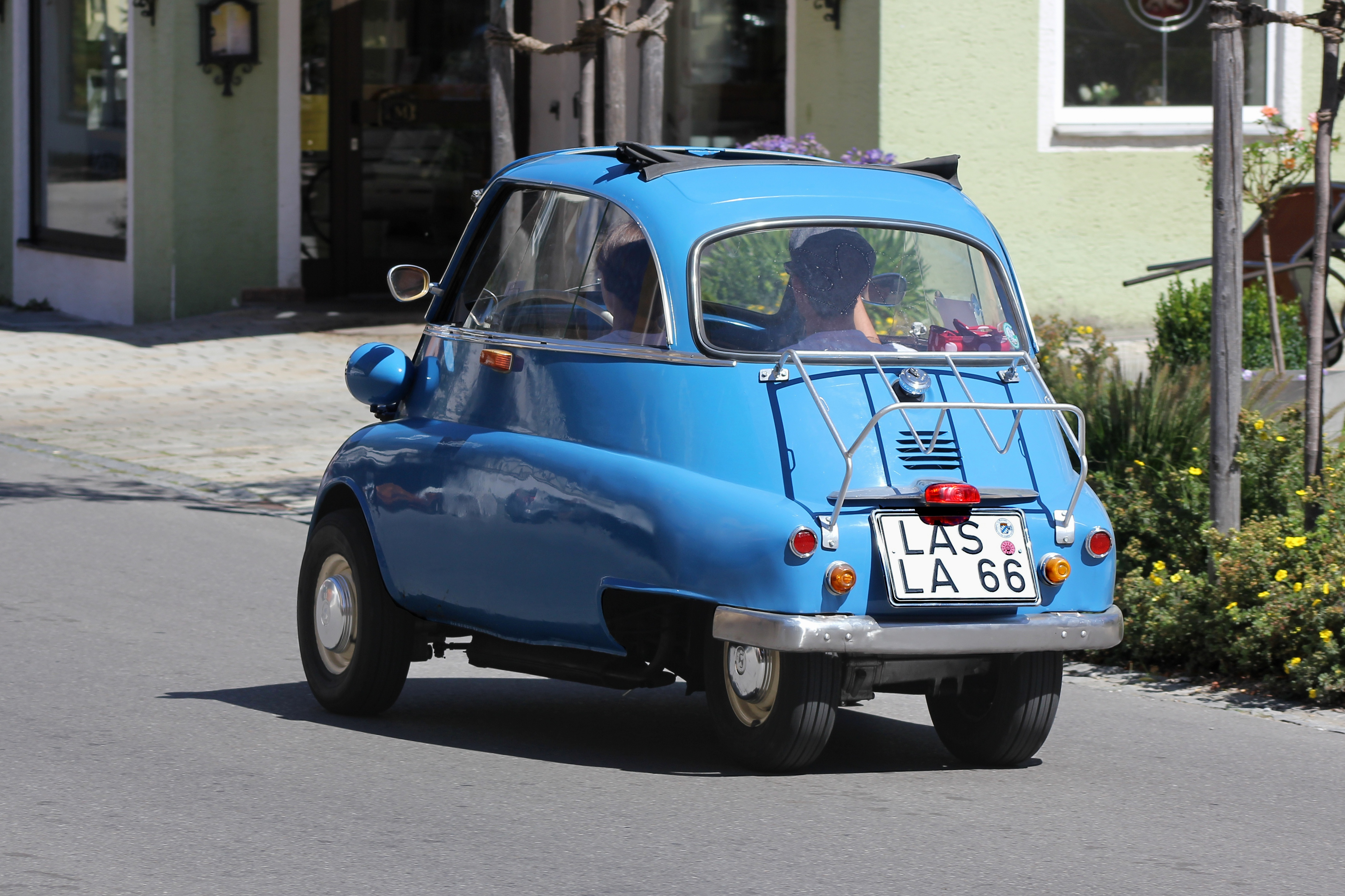
BMW Isetta mit vier …
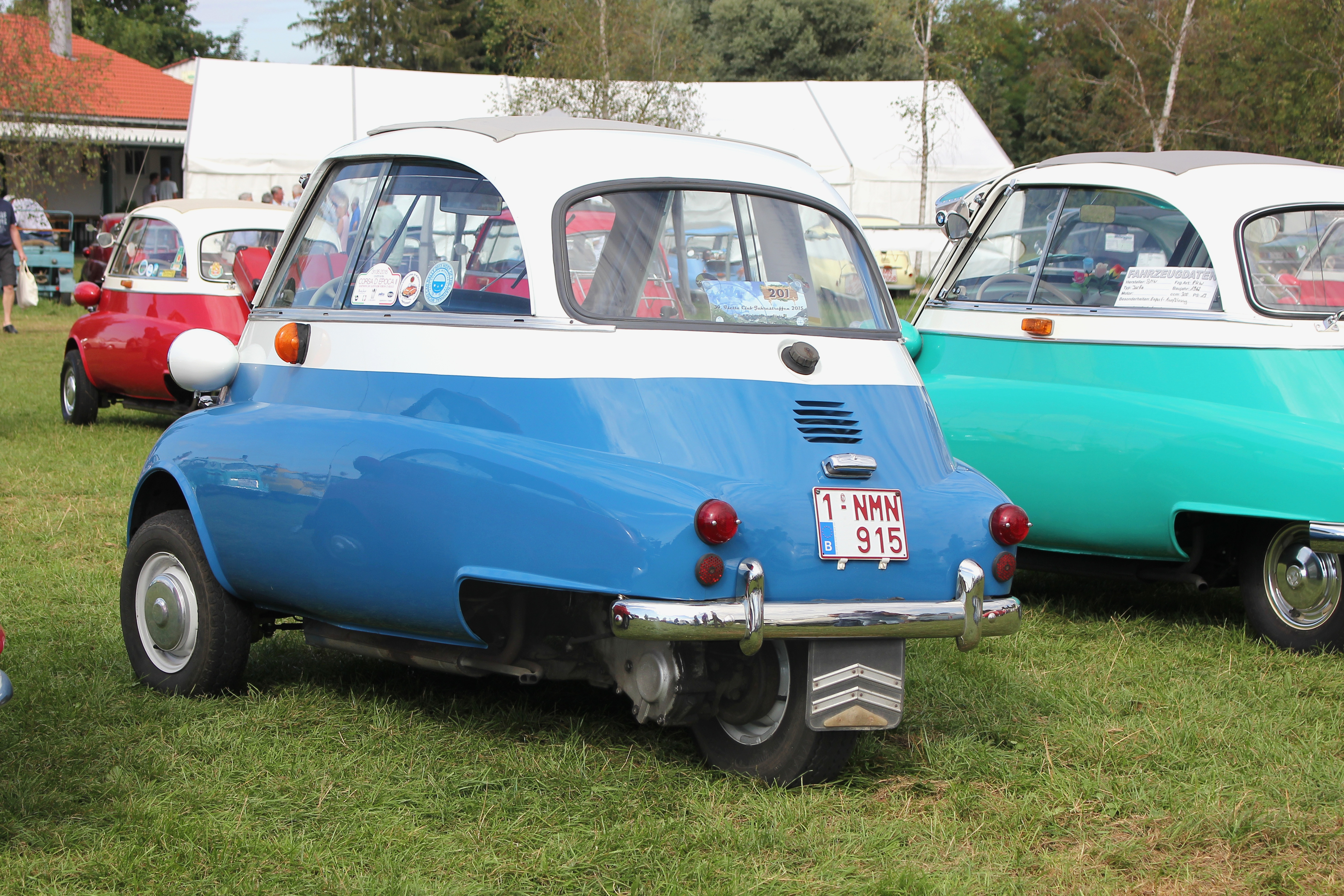
… und auch mit drei Rädern
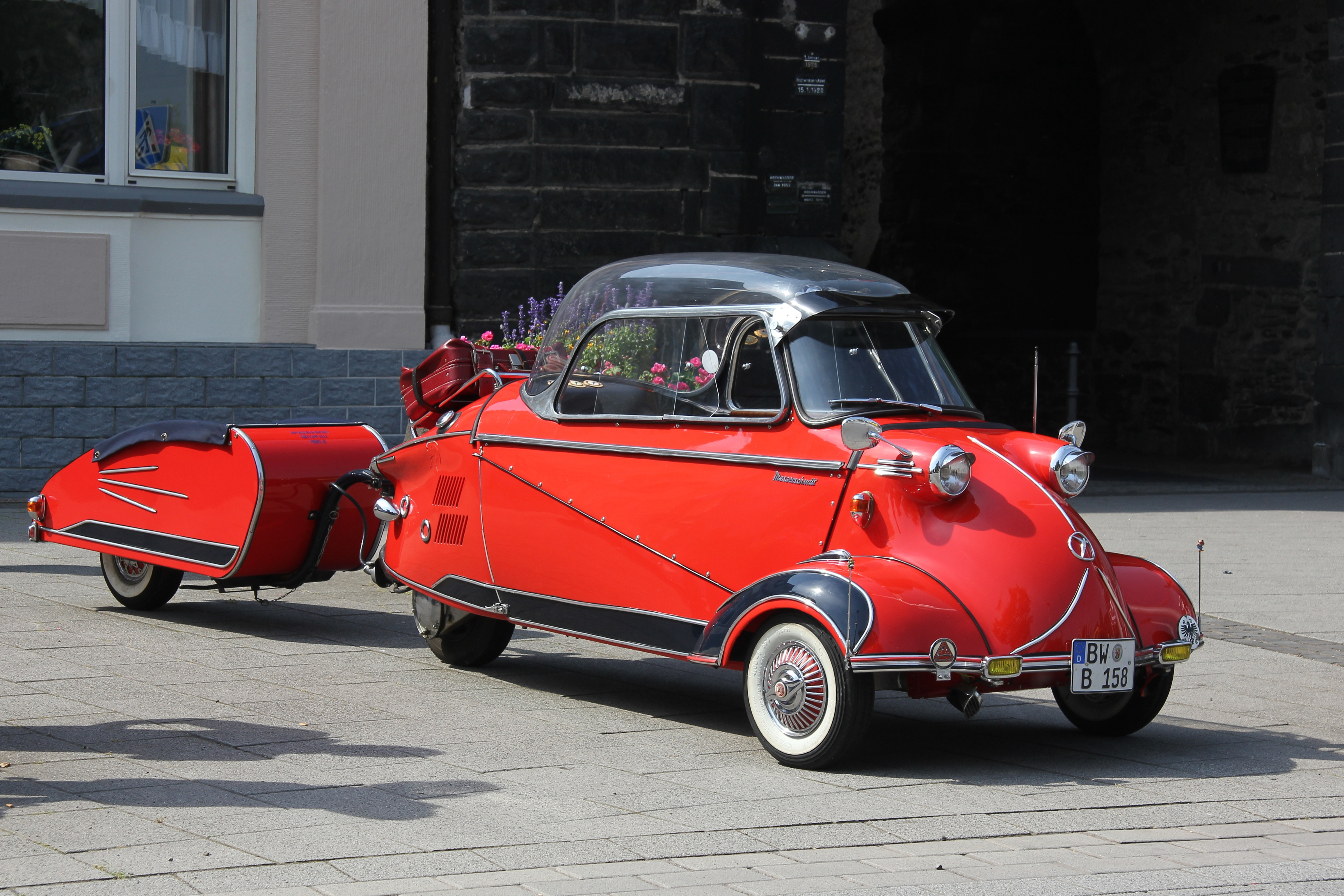
Messerschmitt KR 200

### Personenkraftwagen

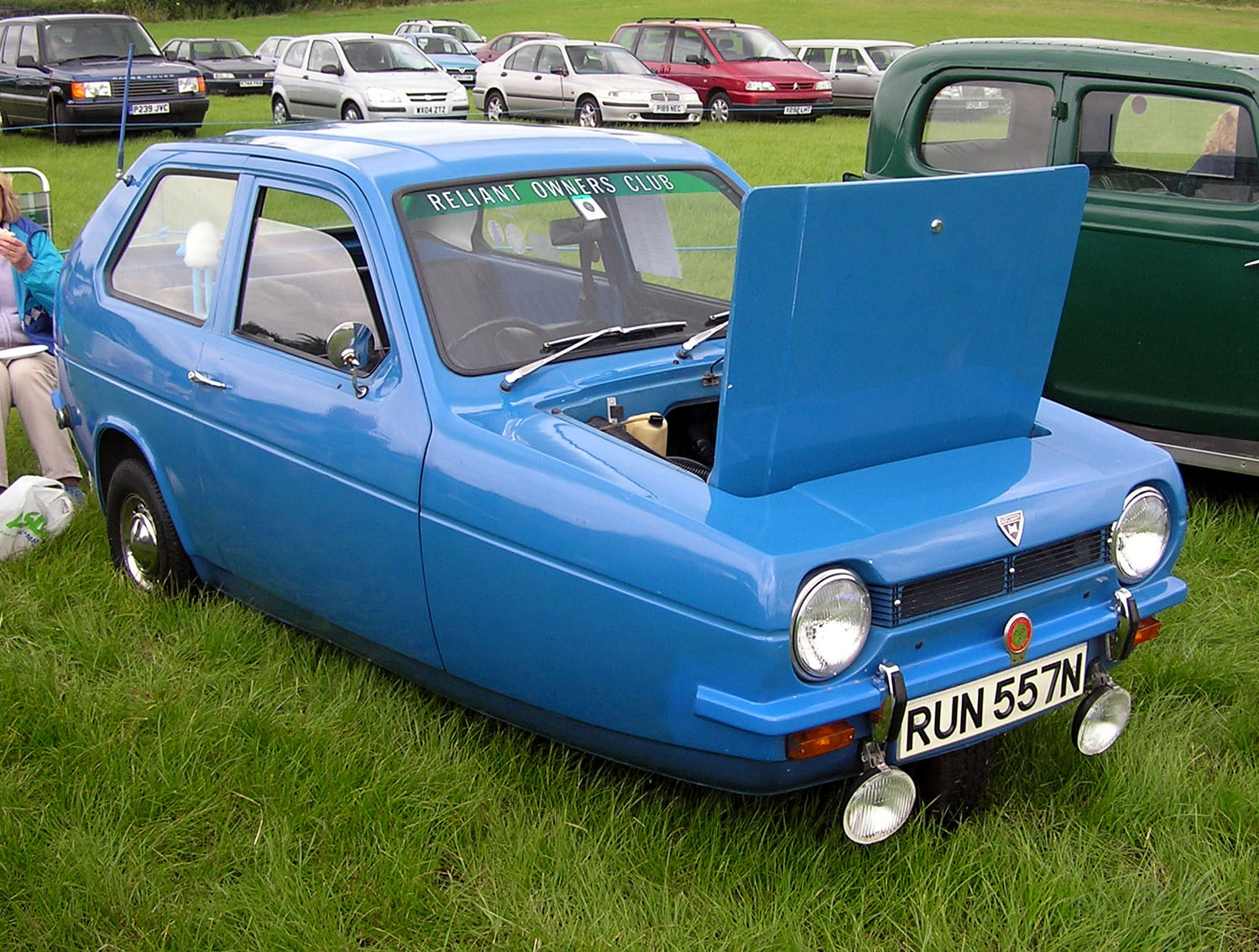
Reliant Robin

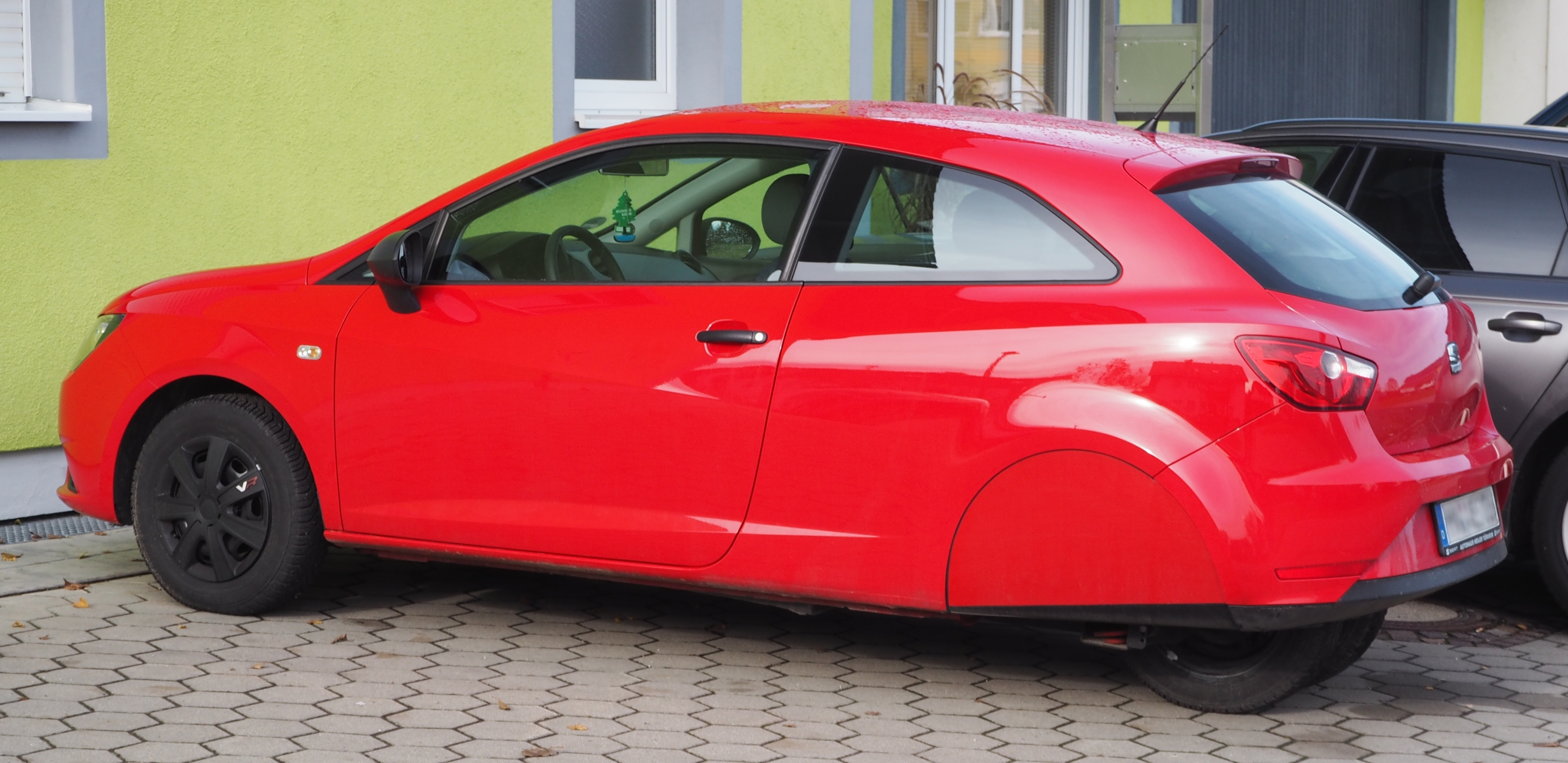
Ellenator

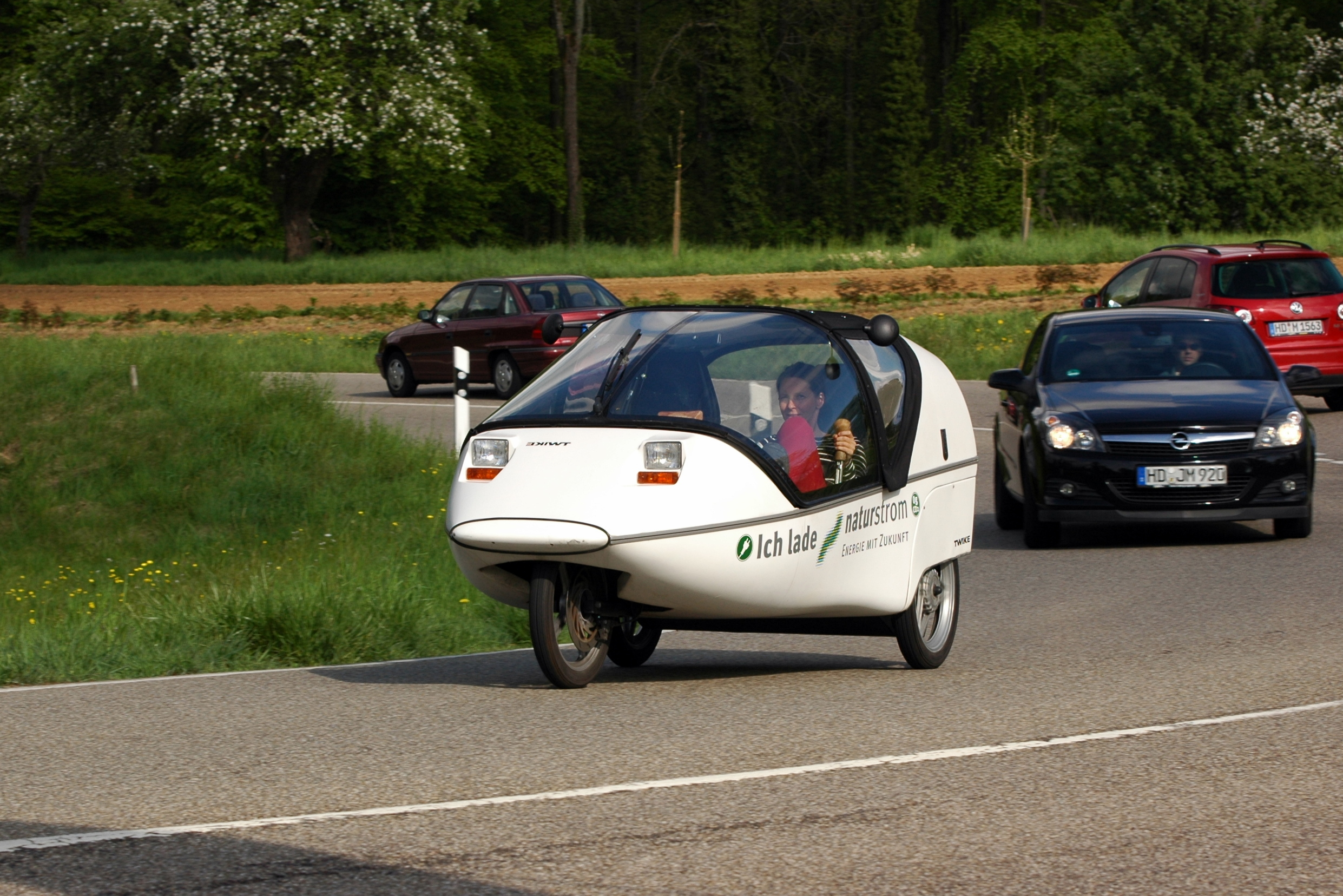
Twike

Eine weitere Klasse von Dreiradfahrzeugen stellen die auf Pkw-Chassis basierenden Fahrzeuge mit zwei angetriebenen Hinterrädern und einem gelenkten Vorderrad dar (im Gegensatz zum Kabinenroller, s. o.). Dieses Konzept wurde weniger durch technische als durch gesetzgeberische Anforderungen geprägt: In vielen Ländern waren Dreiradfahrzeuge steuerbegünstigt und dadurch wesentlich kostengünstiger im Unterhalt. Der Typ Robin des britischen Herstellers Reliant ist ein Musterbeispiel für dieses Fahrzeugkonzept. Er wurde als Pkw und Kombi hergestellt und auch in anderen Ländern in Lizenz gebaut und vertrieben. Als Fahrzeug in verschiedenen „Mr.-Bean“-Episoden (Rowan Atkinson) erlangte der Regal, ein anderer Reliant-Dreirad-Pkw, weltweite Aufmerksamkeit. In einigen Entwicklungs- und Schwellenländern nahm die lokale Automobilproduktion mit der Herstellung von Dreiradfahrzeugen ihren Anfang. Ein Beispiel dafür ist der Badal des indischen Herstellers Sunrise, der 1976 auf den dortigen Markt kam.
In Deutschland dürfen zum Dreirad umgebaute und gedrosselte Pkw z. B. auf Basis des Fiat 500 oder Seat als 3-rädriges Fahrzeug (EG-Klasse L5e) mit maximal 15 kW und einer Höchstgeschwindigkeit von 90 km/h ab 16 Jahren mit dem Führerschein A1 gefahren werden. Ein Beispiel ist der Ellenator, der auf der Basis eines Seat Ibiza und anderen Modellen des VW-Konzerns aufgebaut wurde. Inzwischen rüstet der Hersteller nur noch den Fiat 500 zum dreirädrigen Fahrzeug um.
Ebenfalls als EG-Fahrzeugklasse L5e eingestuft ist das Twike. Es gilt als eines der effizientesten Fahrzeuge mit Kfz-Zulassung überhaupt und genießt bei ökologisch bewussten Technikenthusiasten Kultstatus.

### Kleintransporter

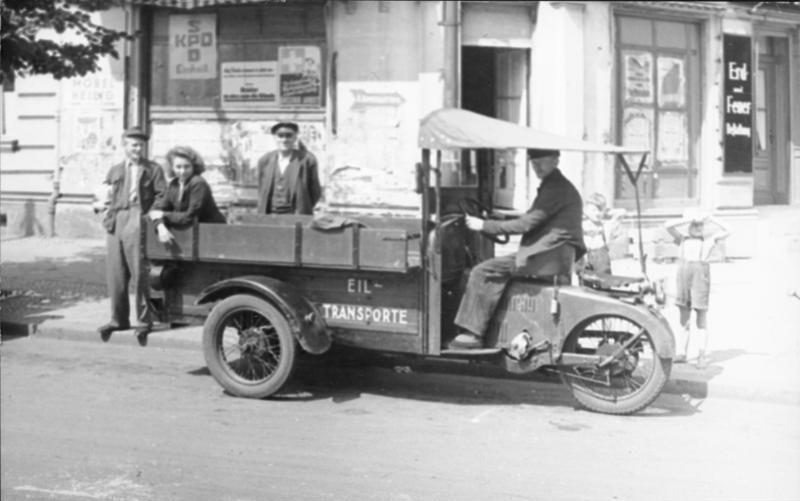
D-Lieferwagen L 7 der Deutschen Industriewerke, Bauzeit 1927 bis 1930

1907 produzierte der Zittauer Hersteller Phänomen einen der ersten dreirädrigen motorisierten Lastkarren unter dem Namen Phänomobil. Von den 1920er bis in die 1950er Jahre waren Motorlastendreiräder sehr beliebt. Bei diesen Fahrzeugen war das einzelne Rad meist vorn. Der Antrieb war unterschiedlich. Beim Tempo Hanseat zum Beispiel wurde der Motor beim Lenken mitgeschwenkt und trieb über eine Kette das einzelne Vorderrad an, die Goliath-Dreiräder hatten Kardanantrieb auf die Hinterräder mit Differenzial. Neben diesen bekannten Marken baute der Hersteller mit dem Namen Rollfix-Eilwagen in Hamburg in den 1920er Jahren den kleinen Dreiradtransporter Rollfix und die Agria-Werke in Möckmühl in den 1950er Jahren den Triro.
Die letzten in Deutschland hergestellten Dreiradlieferwagen waren der Goliath Goli und der Neckar Pully. In Großbritannien blieben Fahrzeuge des englischen Herstellers Reliant infolge spezieller Regelungen bis in die 1980er-Jahre in Produktion.
Nicht nur in Italien gehören Lastendreiräder von Piaggio noch immer zum Straßenbild. Während die Vespa Ape weiterhin gebaut wird, sind die Dreiräder der ehemaligen Konkurrenten Moto Guzzi oder Innocenti heute gesuchte Raritäten.
In Griechenland sind nach wie vor vielfältige Ausführungen von Lastendreirädern im Gebrauch. Die langsamen, meist im landwirtschaftlichen Bereich eingesetzten Dreiräder sind führerschein- und zulassungsfrei. Die Palette der Typen reicht vom Eigenbau bis zu griechischer Kleinserienproduktion oder in den 1950er Jahren importierten Moto Guzzi Ercole. Bekannte griechische Hersteller sind unter anderem Alta oder MEBEA.Mazda Hellas fertigte in Lizenz der Konzernmutter den Mazda t1500 bis 1976. Dieses Fahrzeug ist nicht führerscheinfrei und hat eine Spitzengeschwindigkeit um 100 km/h (unbeladen). Angetrieben werden die technisch einfachen, aber robusten Fahrzeuge meist von einem Einzylinder-Diesel- oder -Ottomotor. In schwerere Modelle wurden auch BMW-Motorrad-Boxermotoren eingebaut. Die in der Vergangenheit ungewöhnlich hohe Besteuerung neu erworbener Vierradfahrzeuge (Luxussteuer) führte in den 1960er bis 1980er Jahren zu einer sehr hohen Zahl von Dreiradfahrzeugen aller Art im griechischen Straßenbild.
In vielen Ländern Asiens sind dreirädrige Kleintransporter ein unentbehrliches Transportmittel. In Indien wurde von 1962 bis 2000 vom Hersteller Bajaj Tempo der Tempo Hanseat in Lizenz gefertigt. Weitere indische Hersteller dreirädriger Motorfahrzeuge sind unter anderem Mahindra & Mahindra, Kumar Motors, Kerala Automobiles sowie Piaggio Ape.
Im Gazastreifen werden seit 2010 Eselkarren zunehmend durch dreirädrige motorisierte Lastkarren ersetzt. Da die Einfuhr von Fahrzeugen durch die israelischen Behörden weitgehend untersagt ist, werden sie in Einzelteilen durch Tunnel unter den Sperranlagen um den Gazastreifen bzw. unter der Philadelphi-Passage geschmuggelt und in Gaza zusammengebaut.
Auch in vielen anderen afrikanischen Ländern werden dreirädrige motorisierte Lastkarren zum Transport von Waren oder Personen eingesetzt.

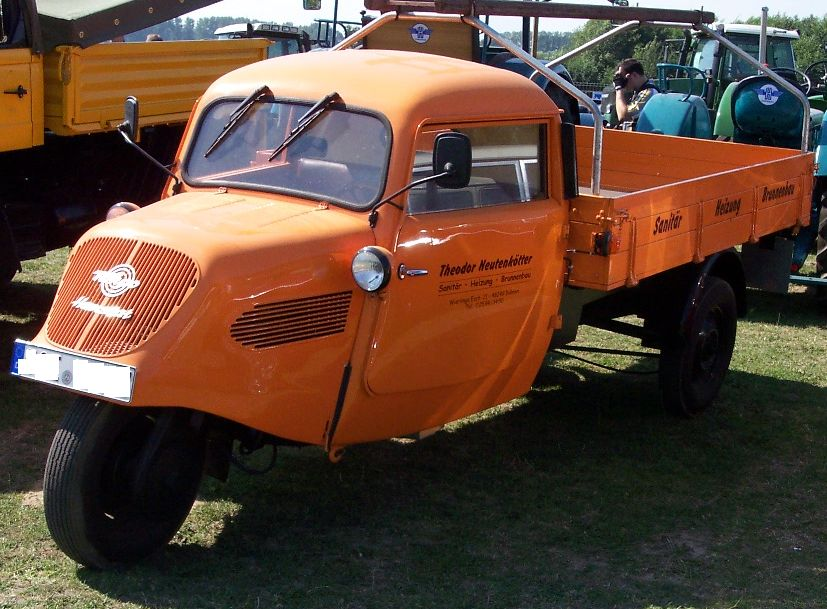
Kleintransporter Tempo Hanseat
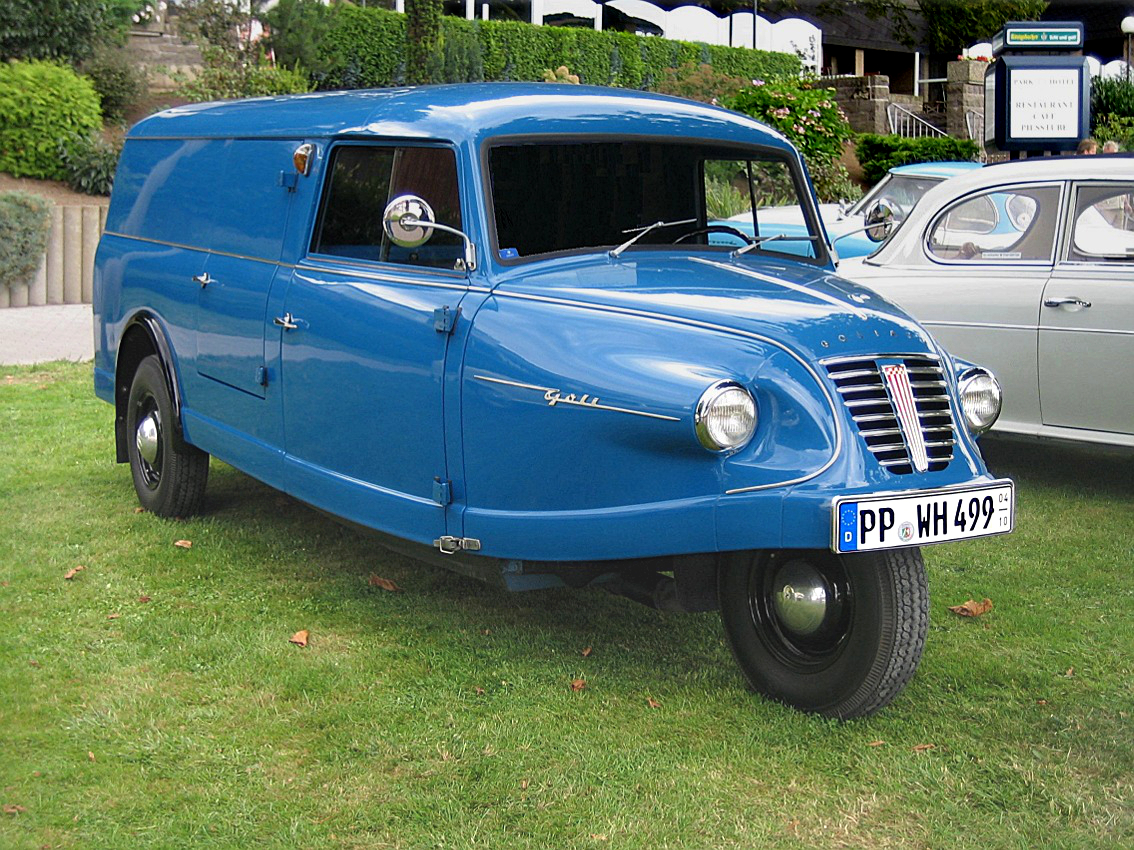
Goliath Goli, Baujahr 1959
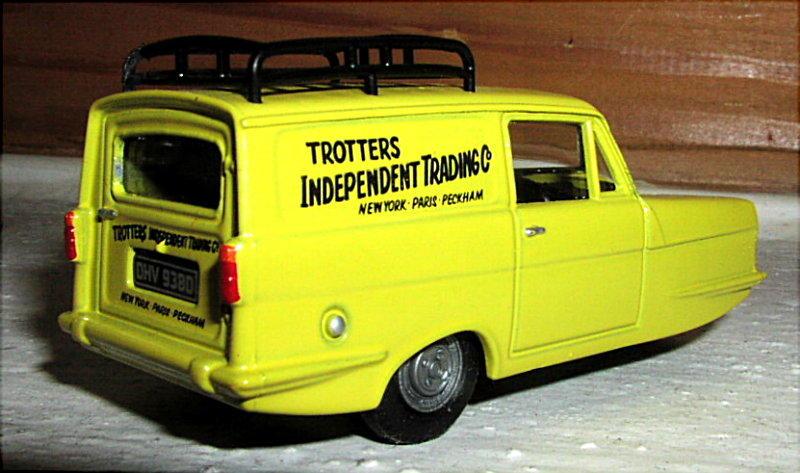
Modell (1:43) des Reliant Regal Supervan III
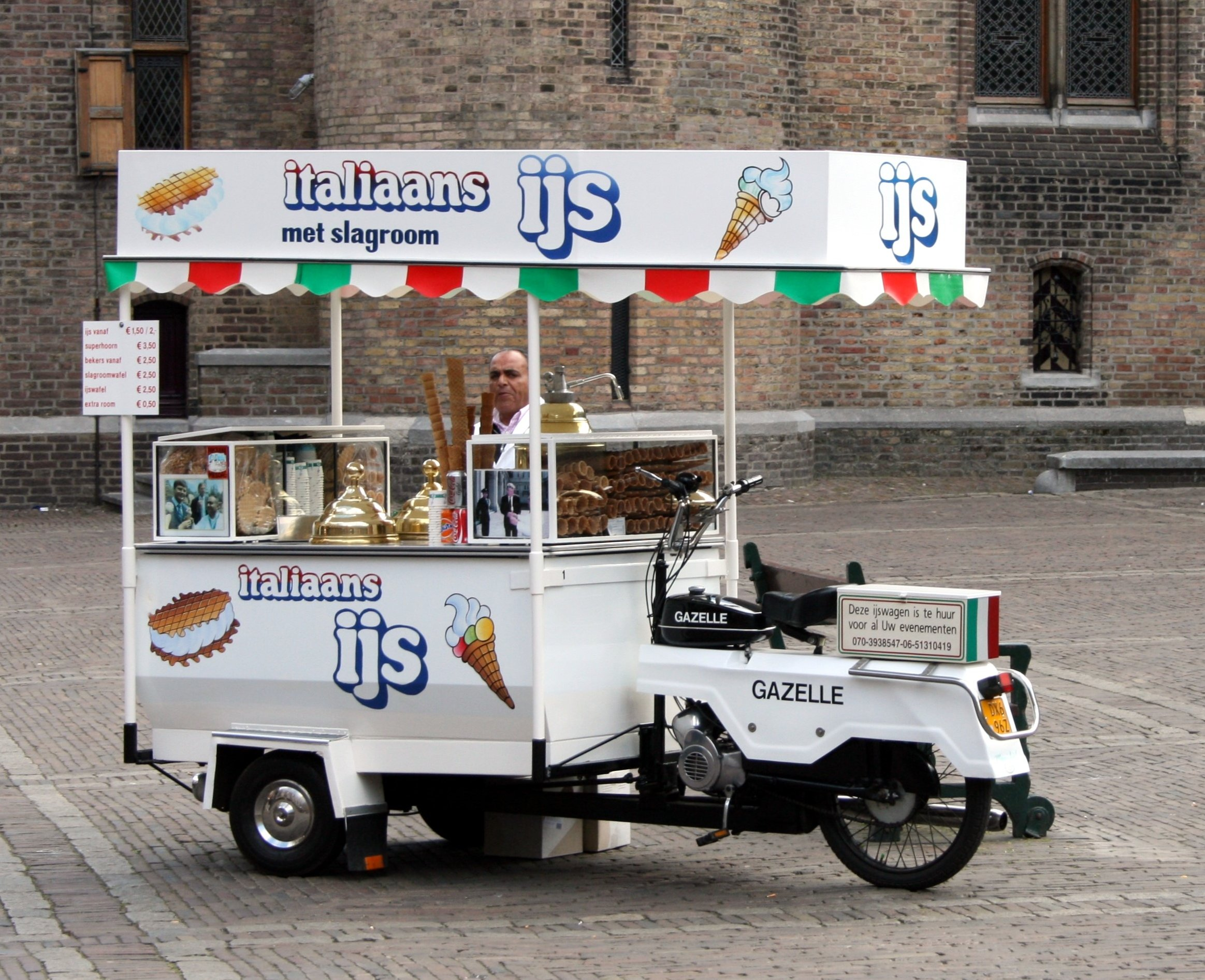
Motorisiertes Gazelle-Transport-Dreirad
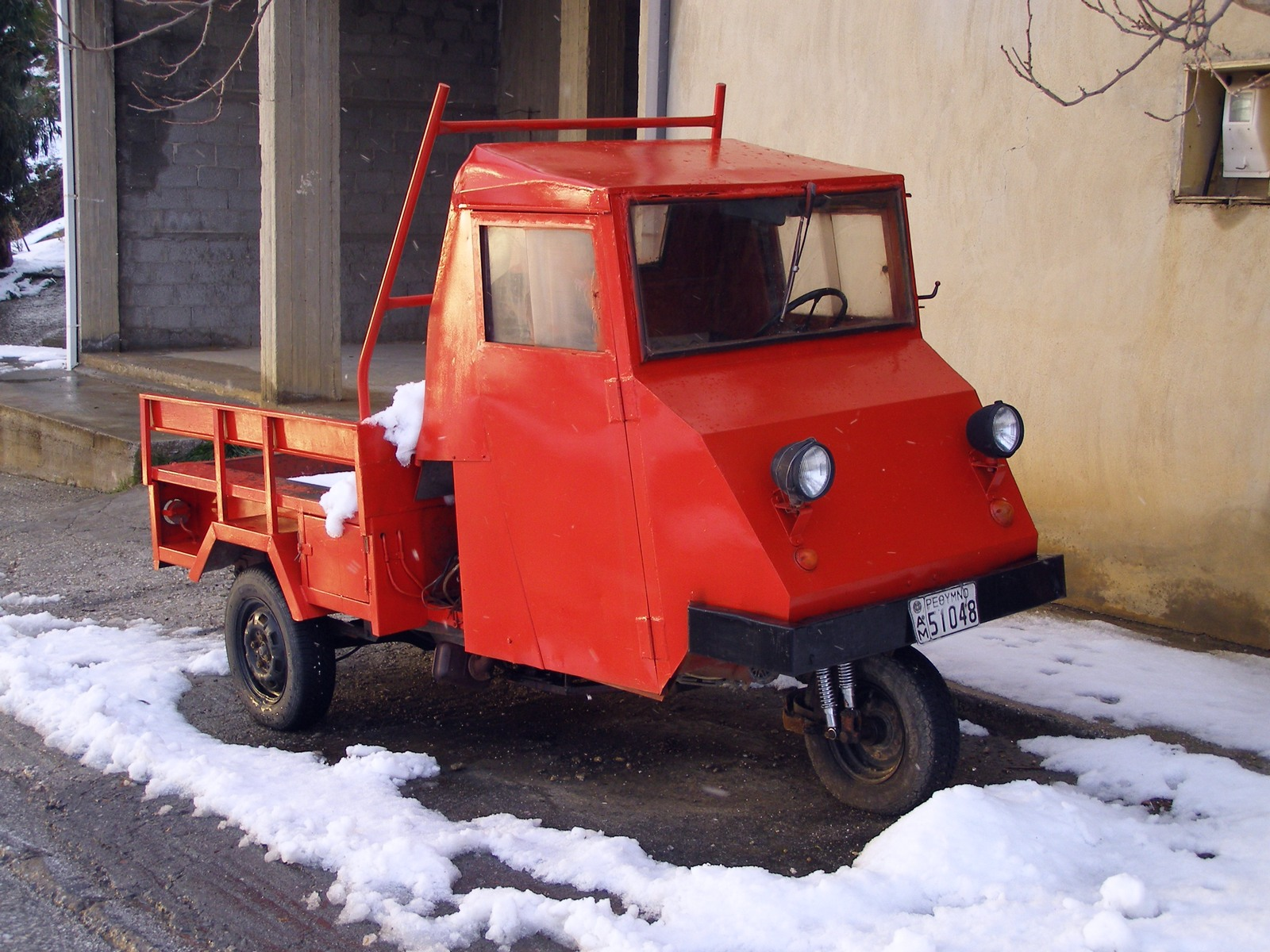
Griechisches Lastendreirad
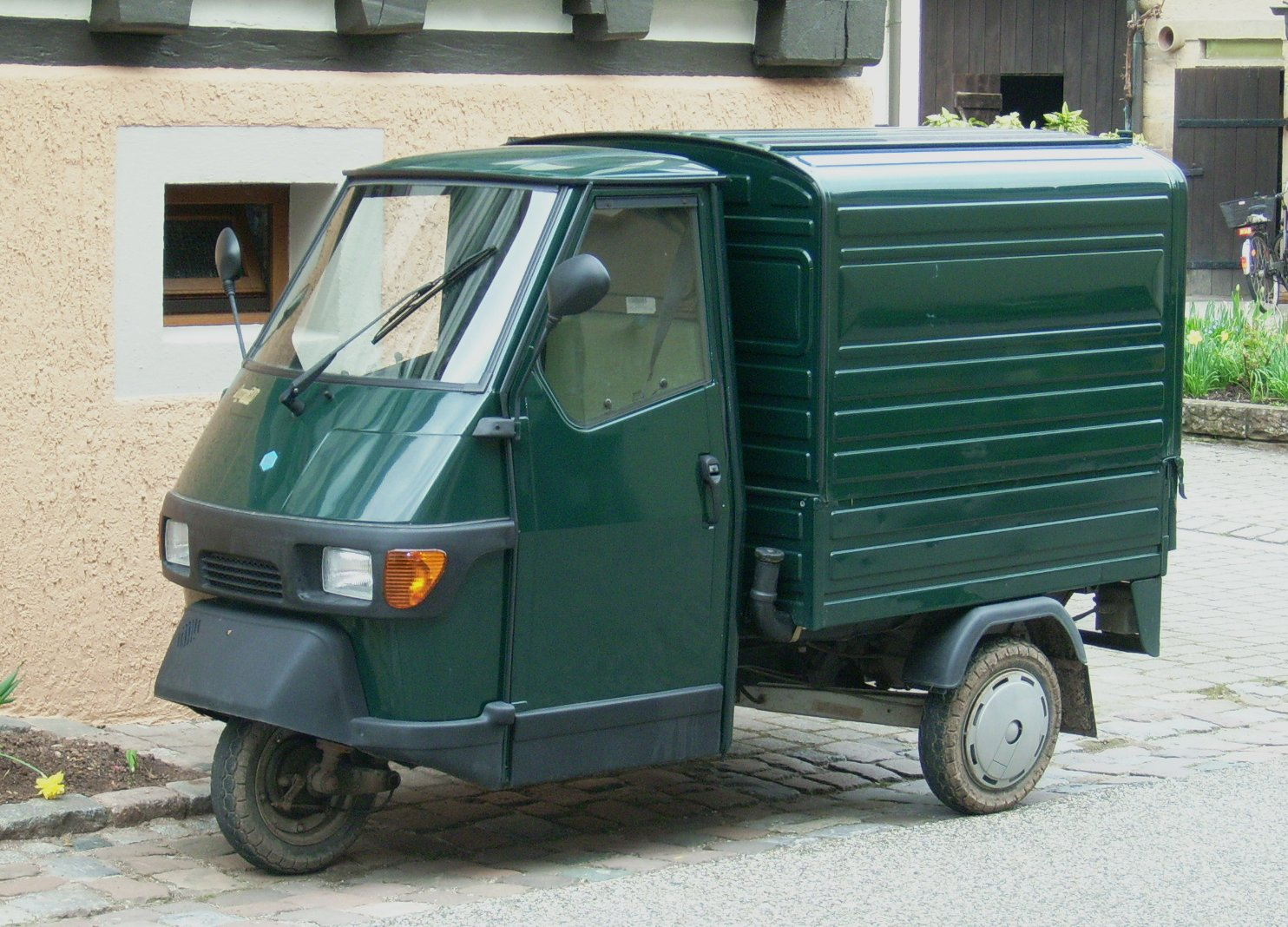
Piaggio-Ape-Kastenwagen
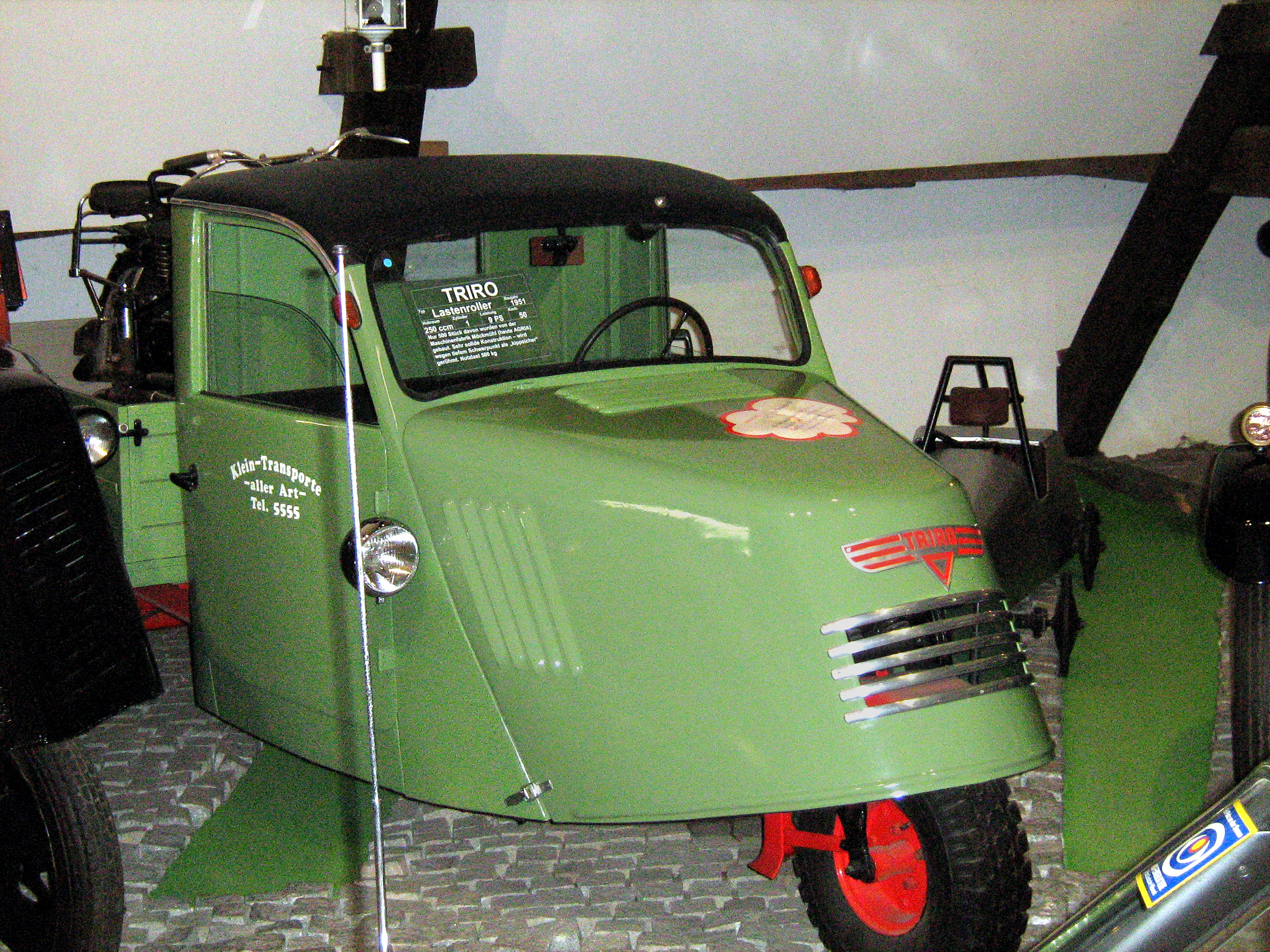
Pritschenwagen Triro
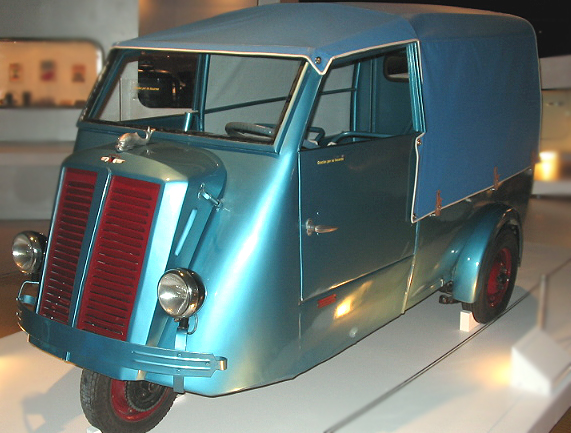
Spanisches Delfín-Dreirad
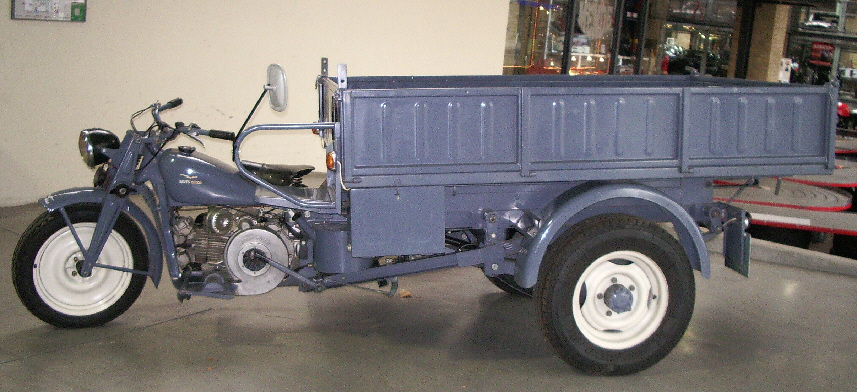
Moto Guzzi Ercole ab 1959 auch mit Kabine
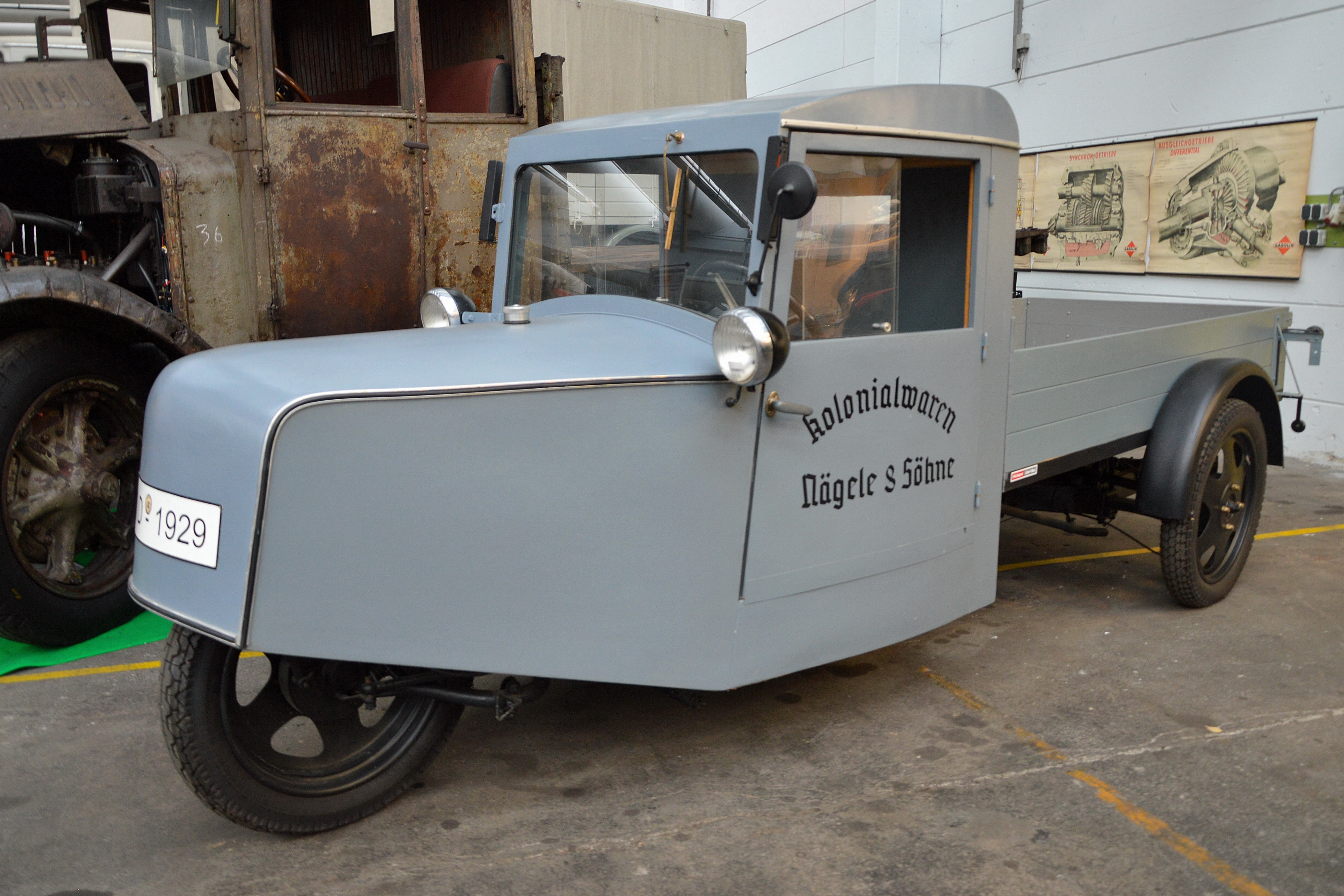
Rollfix-Eilwagen, Baujahr 1926
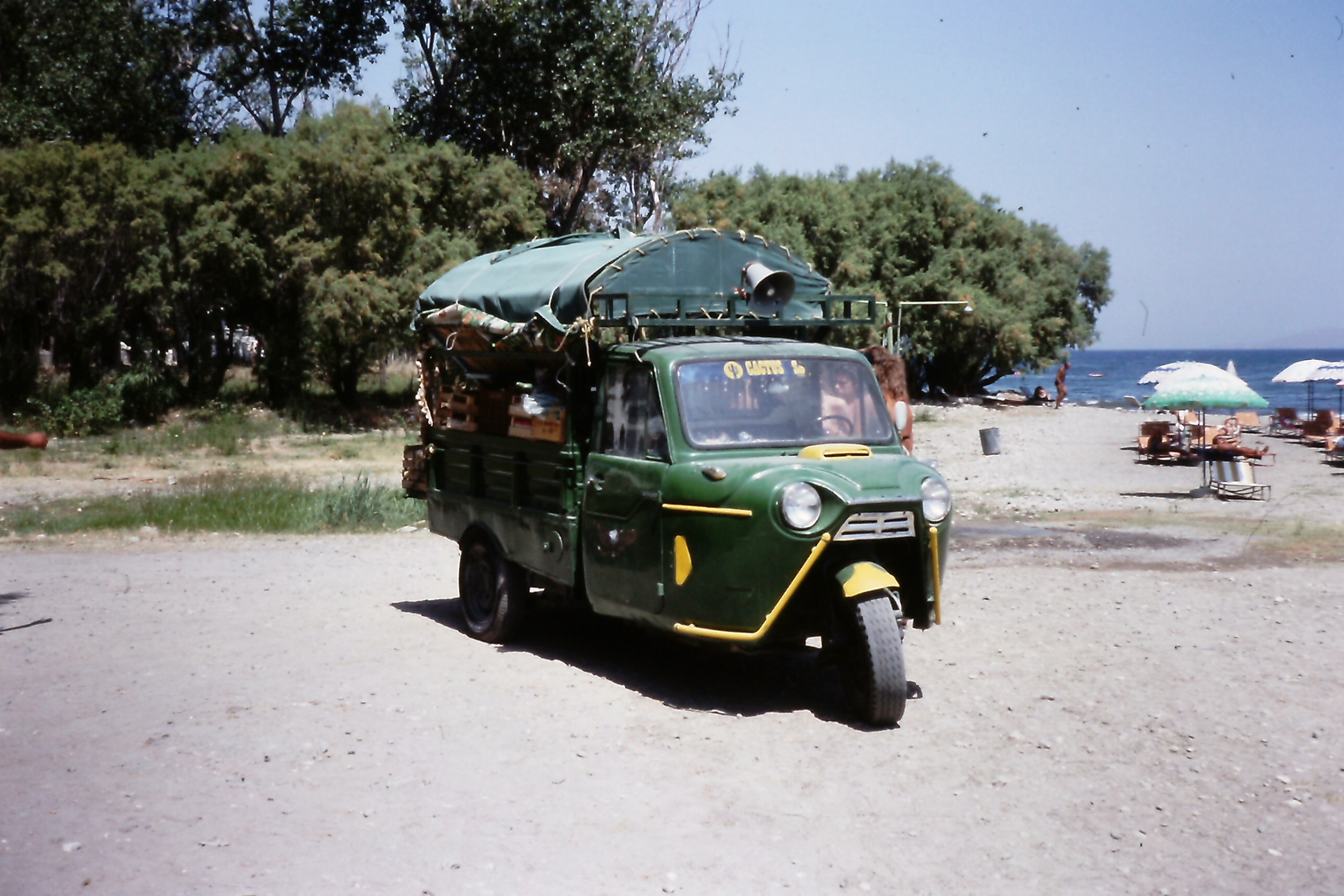
Mazda T1500 als Verkaufsfahrzeug in Griechenland